# 丹尼森大学
丹尼森大学（英語：Denison University），创建于1831年，位於美國俄亥俄州格兰维尔的私立文理學院，距离俄亥俄州首府哥伦布約25分鐘車程，Ohio Five（俄亥俄五校）的創會學院。

## 校園
校園面積約為1,100英畝（4平方公里）。這包括校園東邊一個佔地400英畝（1.4平方公里）的生物保護區，地質學和生物學等課程在此授課。Granville的Denison Golf Club是一個由Donald Ross設計的18洞高爾夫球場，距離學術校園0.4英里，於2014年捐贈給該大學。2013年，大学购买并翻新了Granville Inn。多恩圖書館建於1937年，如今擁有超過500,000本書和裝訂期刊。

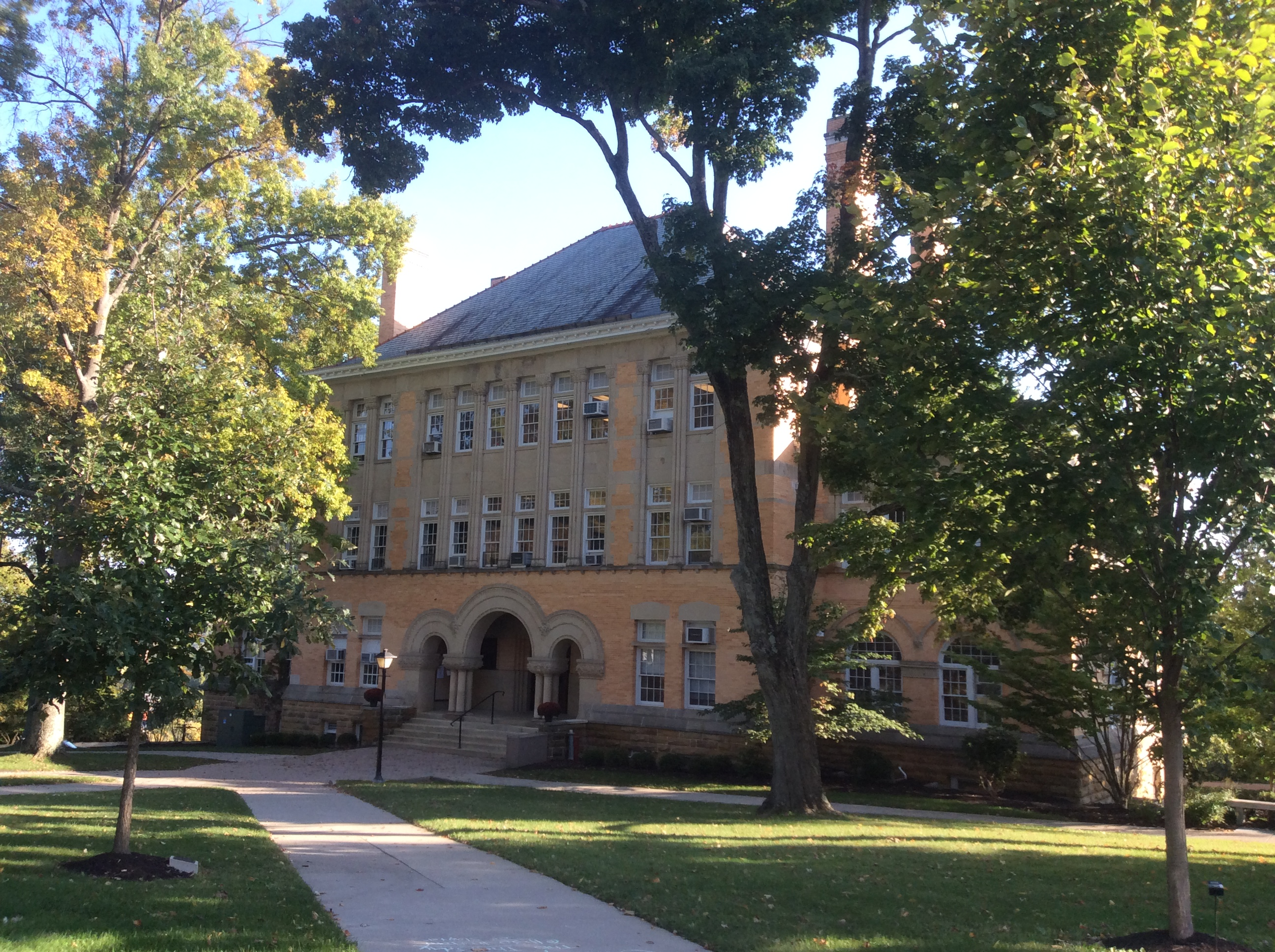
Doane Administration (1895)
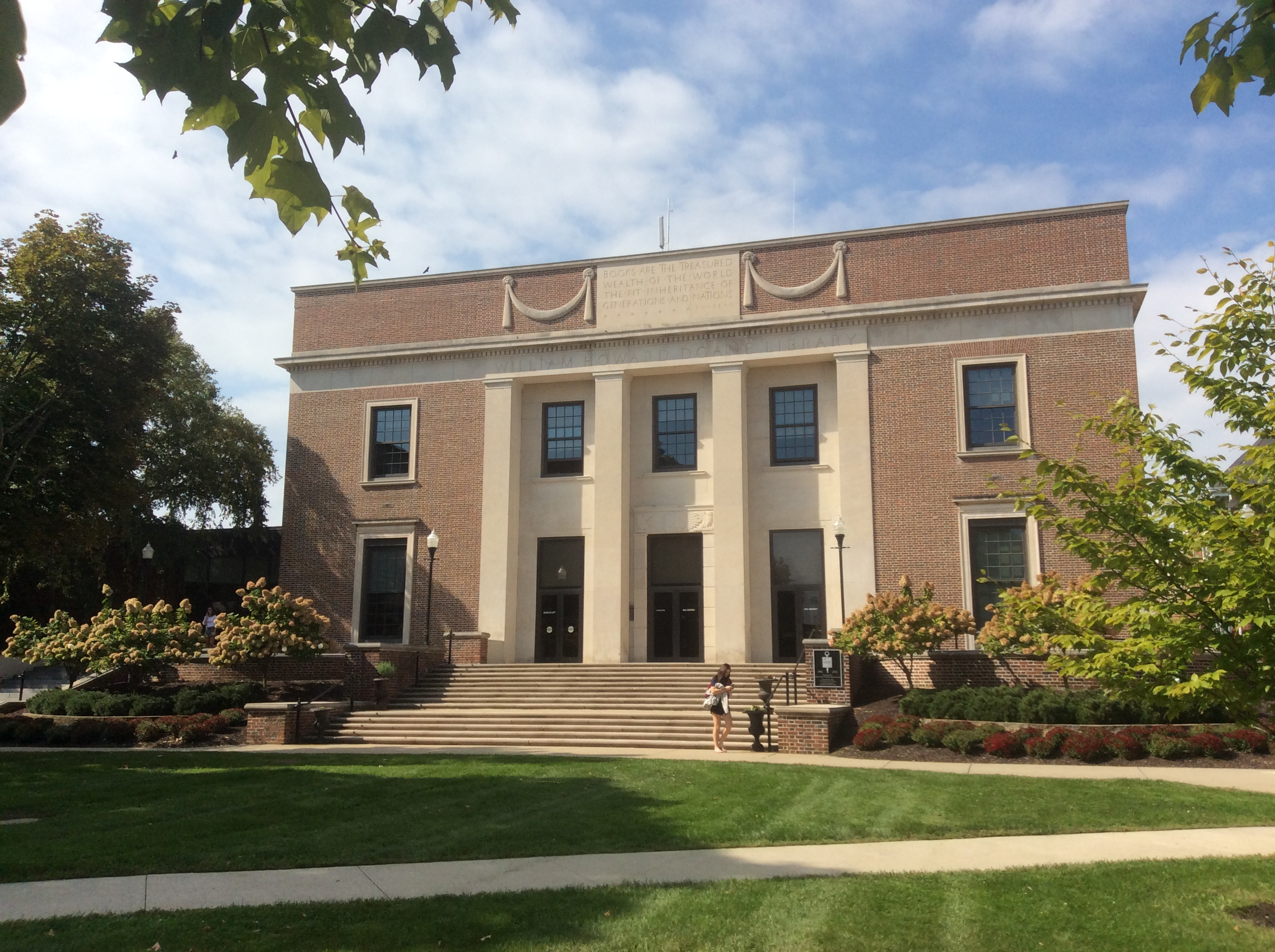
William Howard Doane Library (1937)
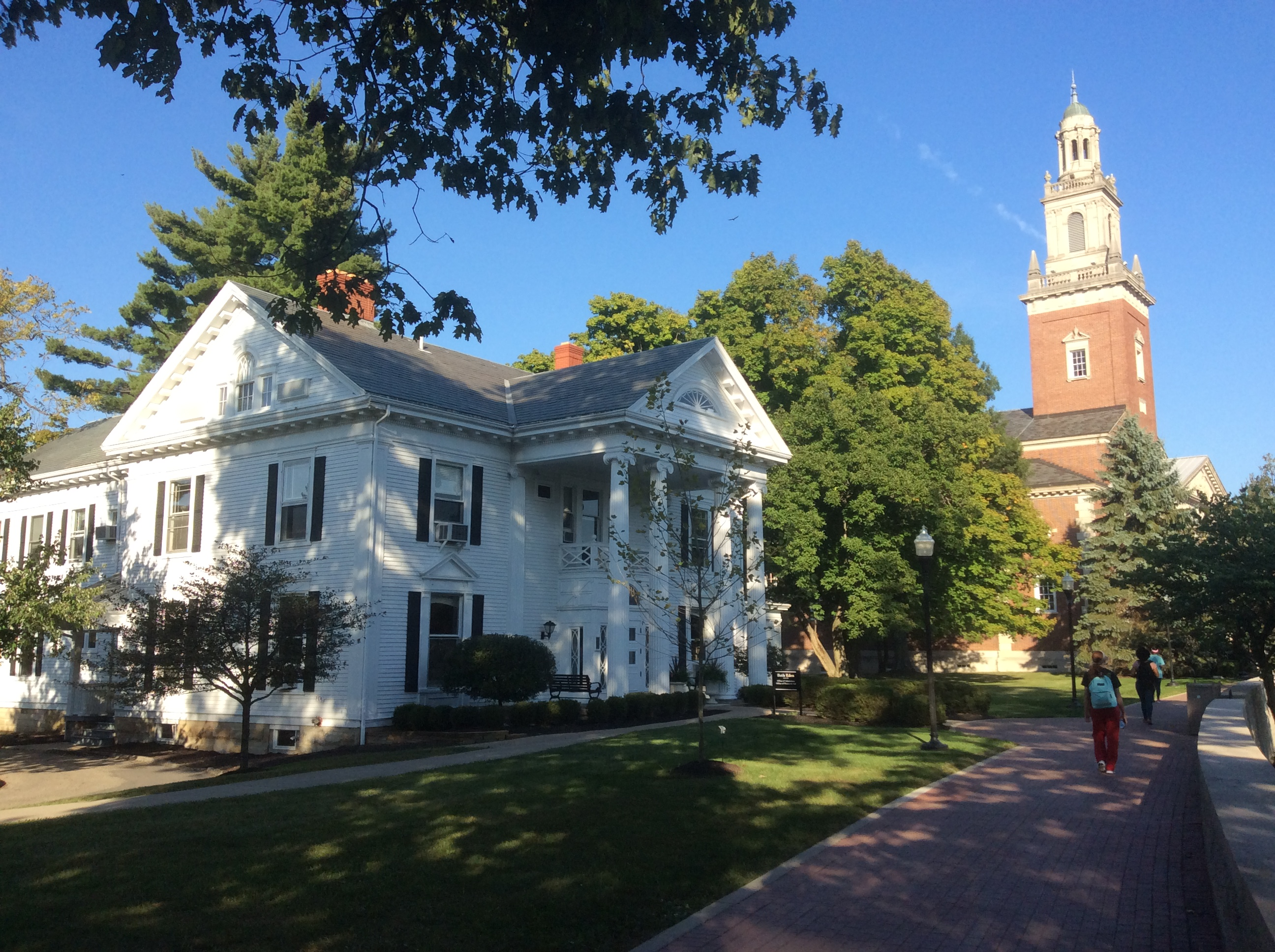
Beth Eden (1901) and Swasey Chapel (1924)
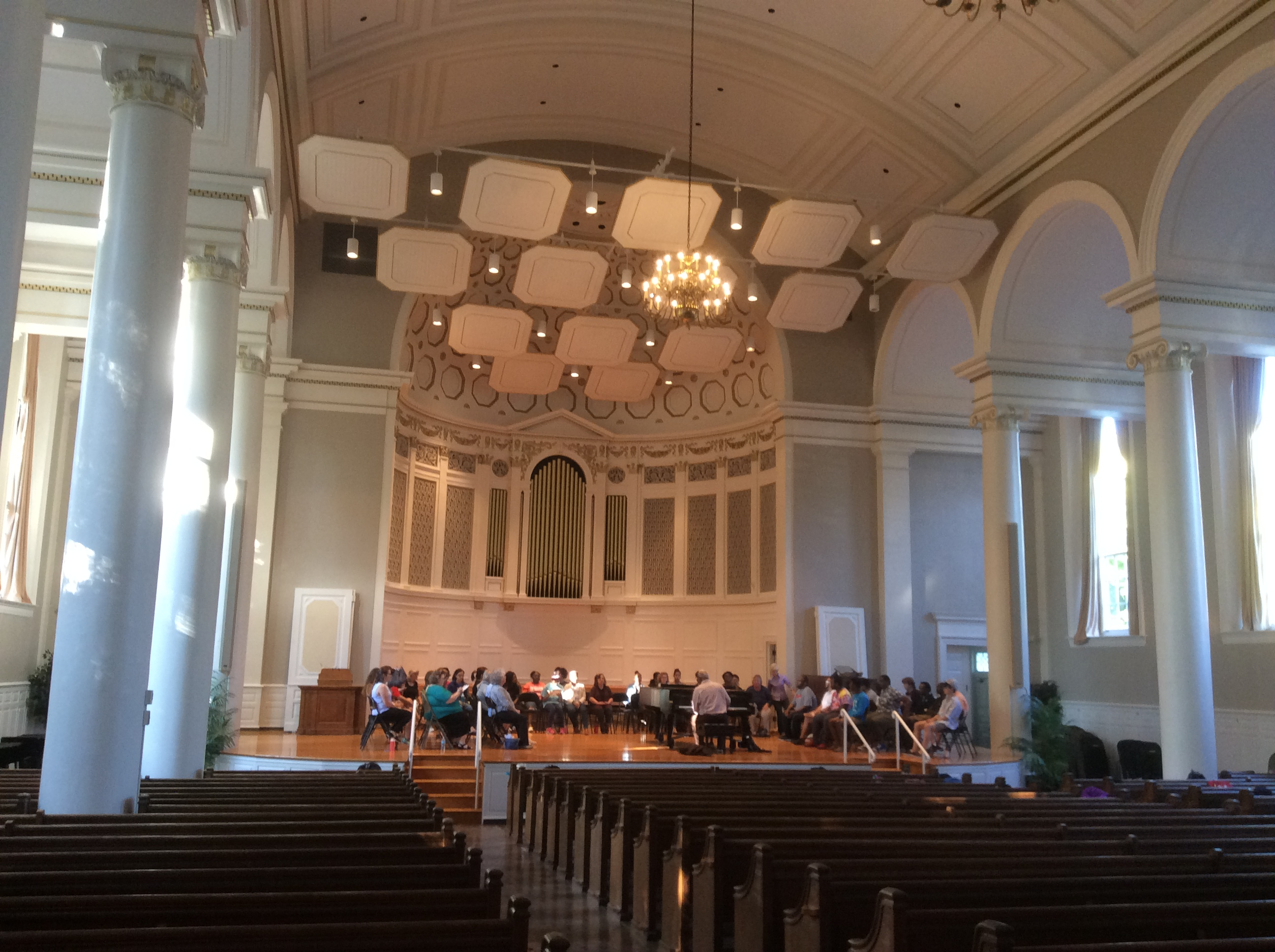
Swasey Chapel (1924, inside)
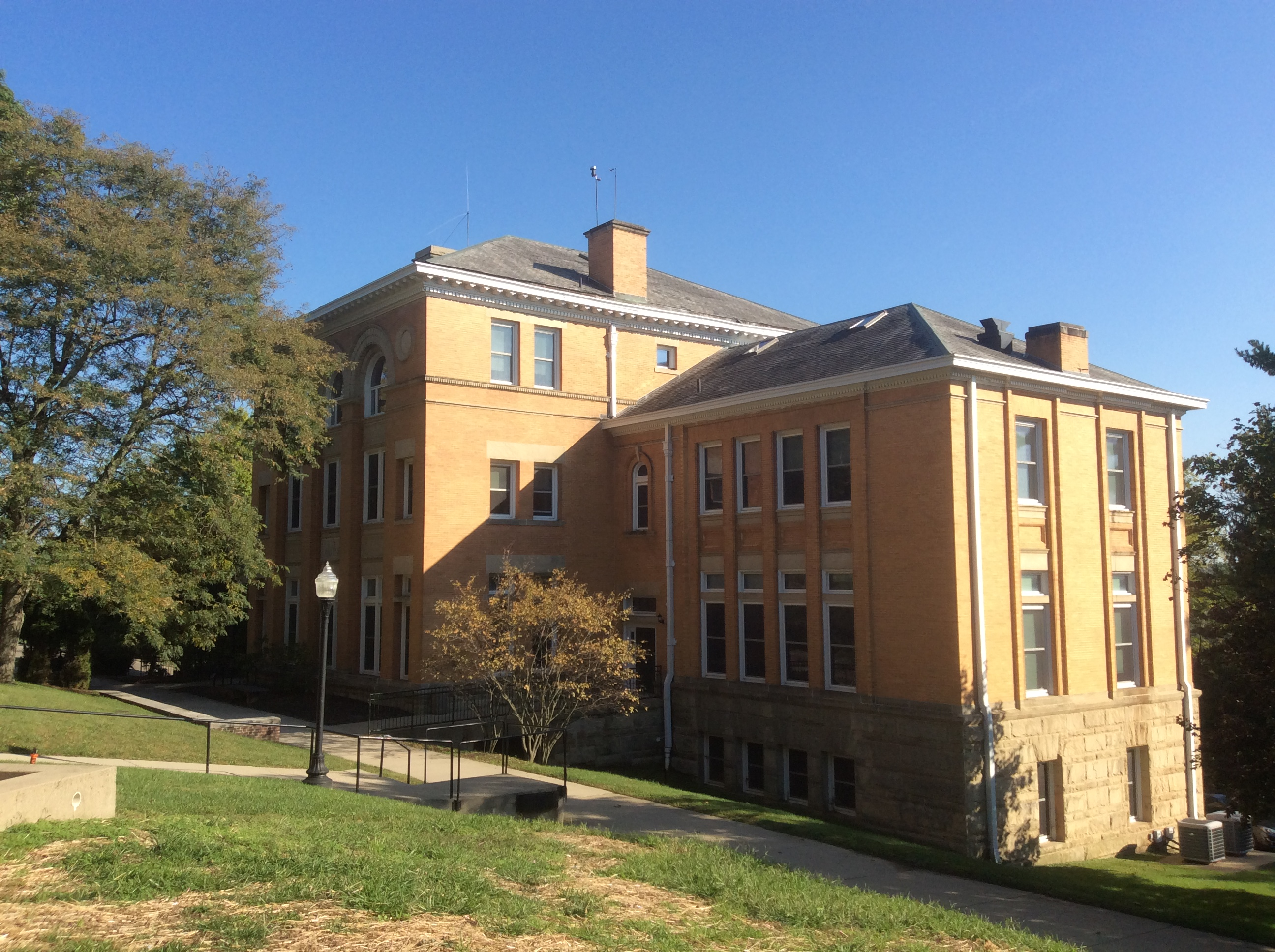
Barney Davis Hall (1894)
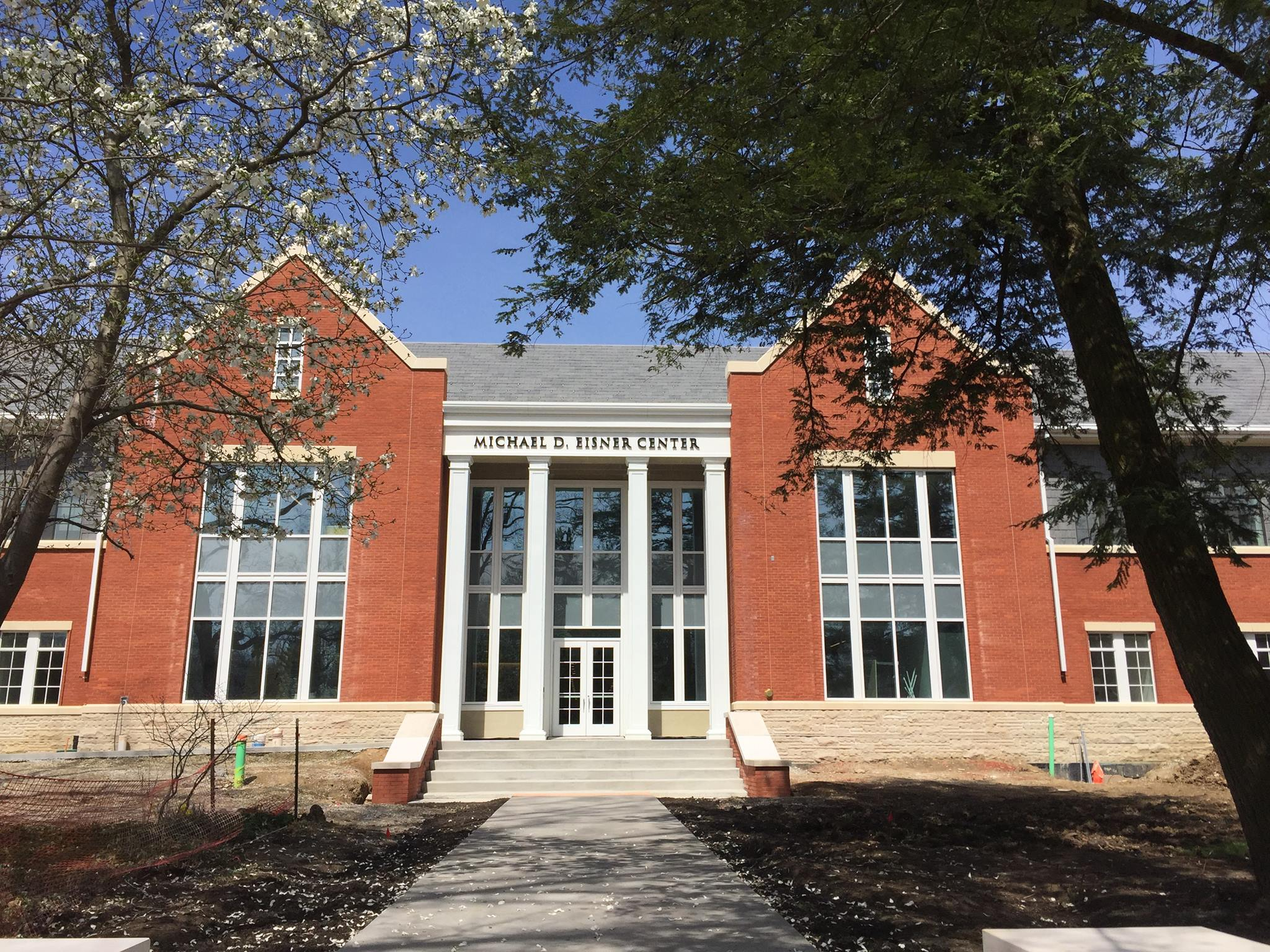
Michael D. Eisner Center for the Performing Arts
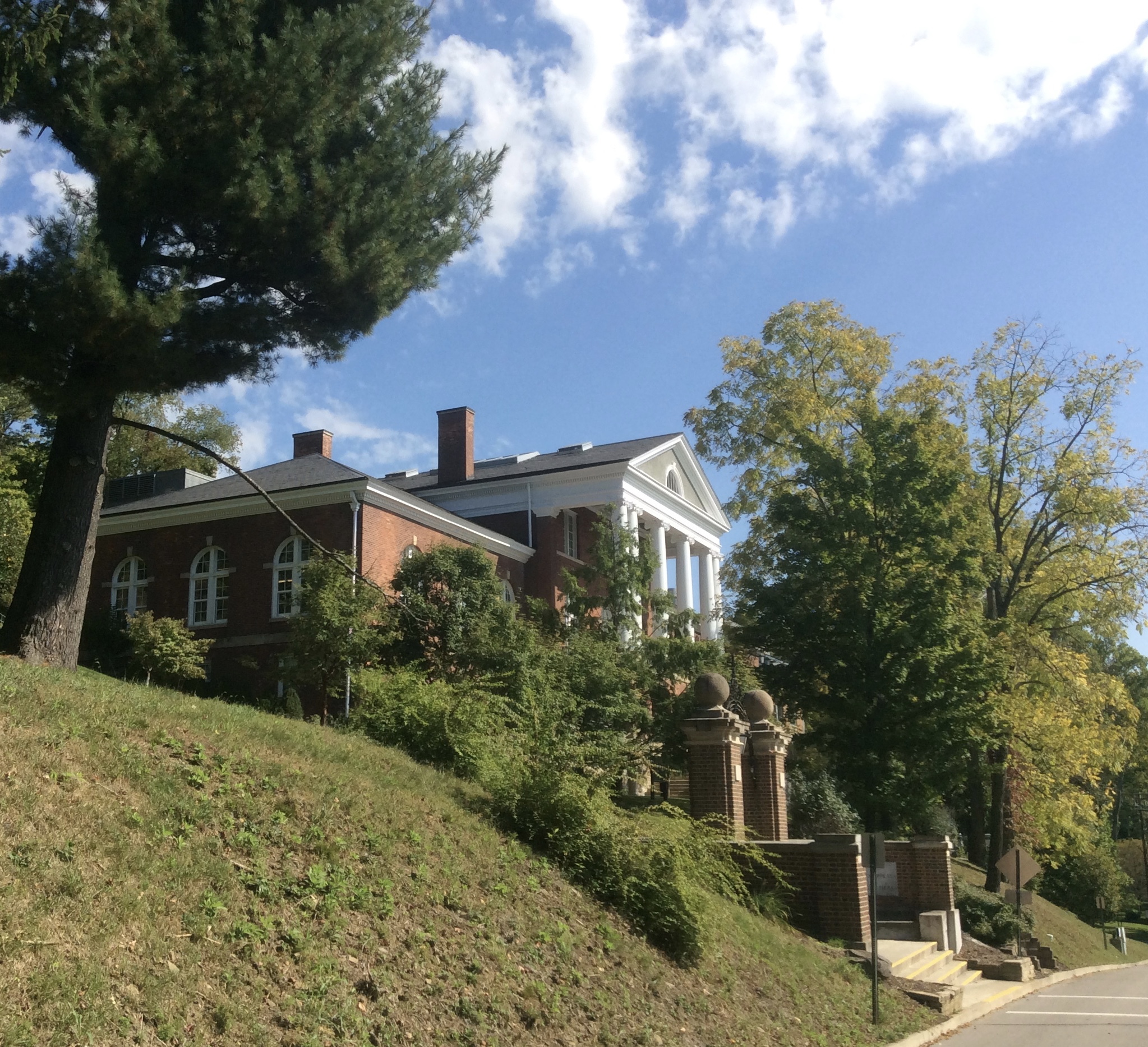
Cleveland Hall (1904) – Bryant Arts Center at East College Street gate
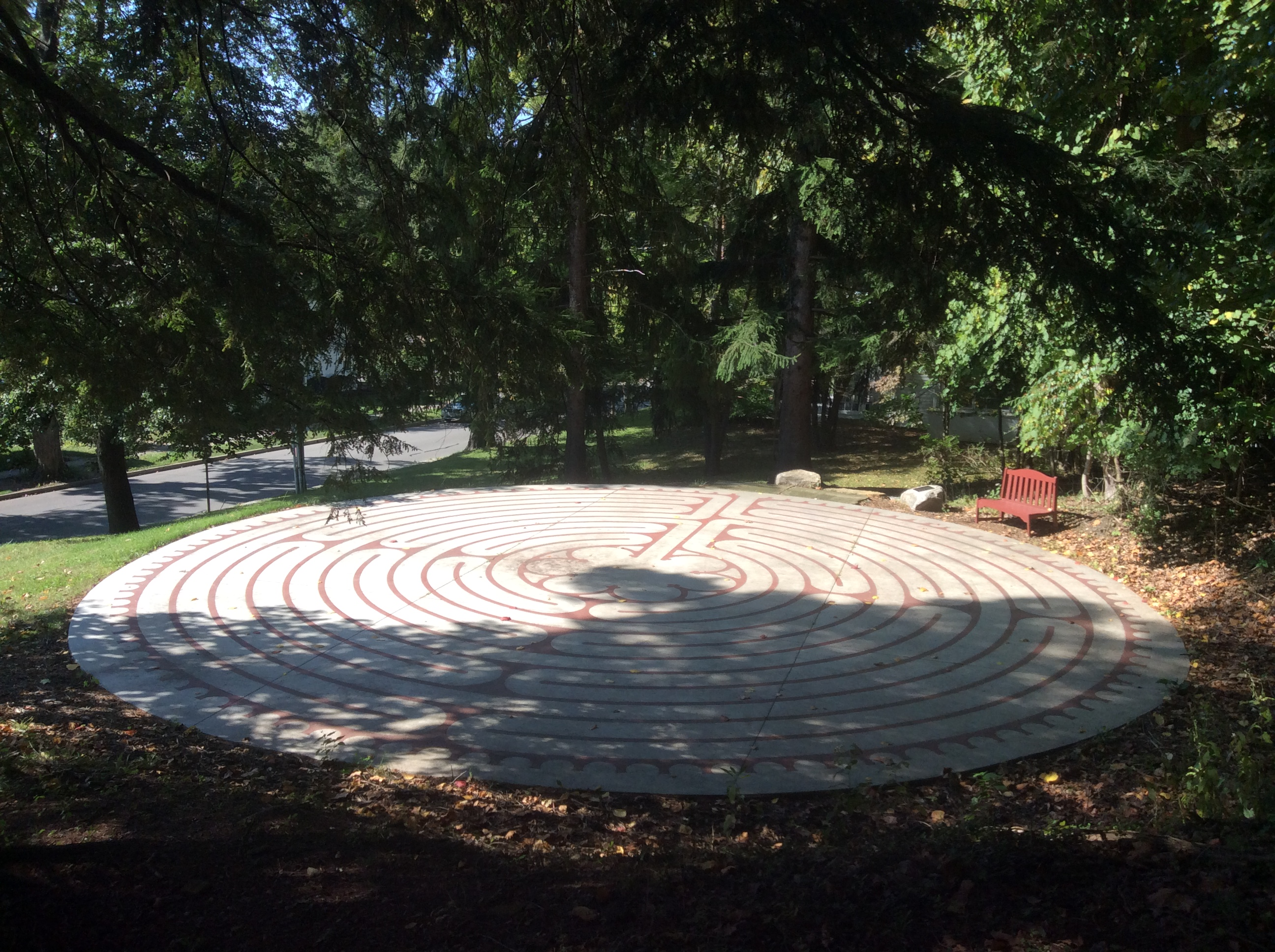
Labyrinth at the Open House
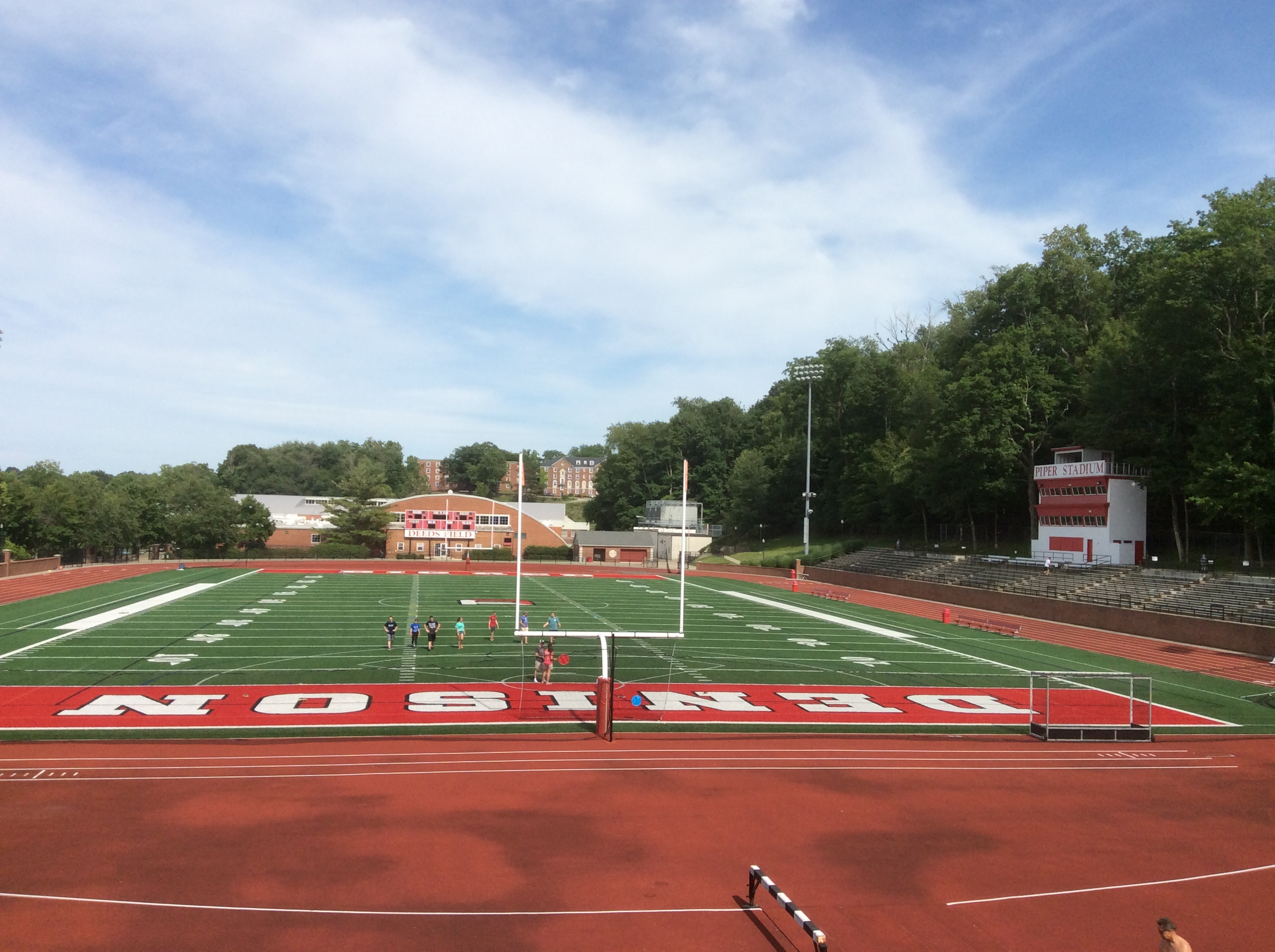
Deeds Field-Piper Stadium
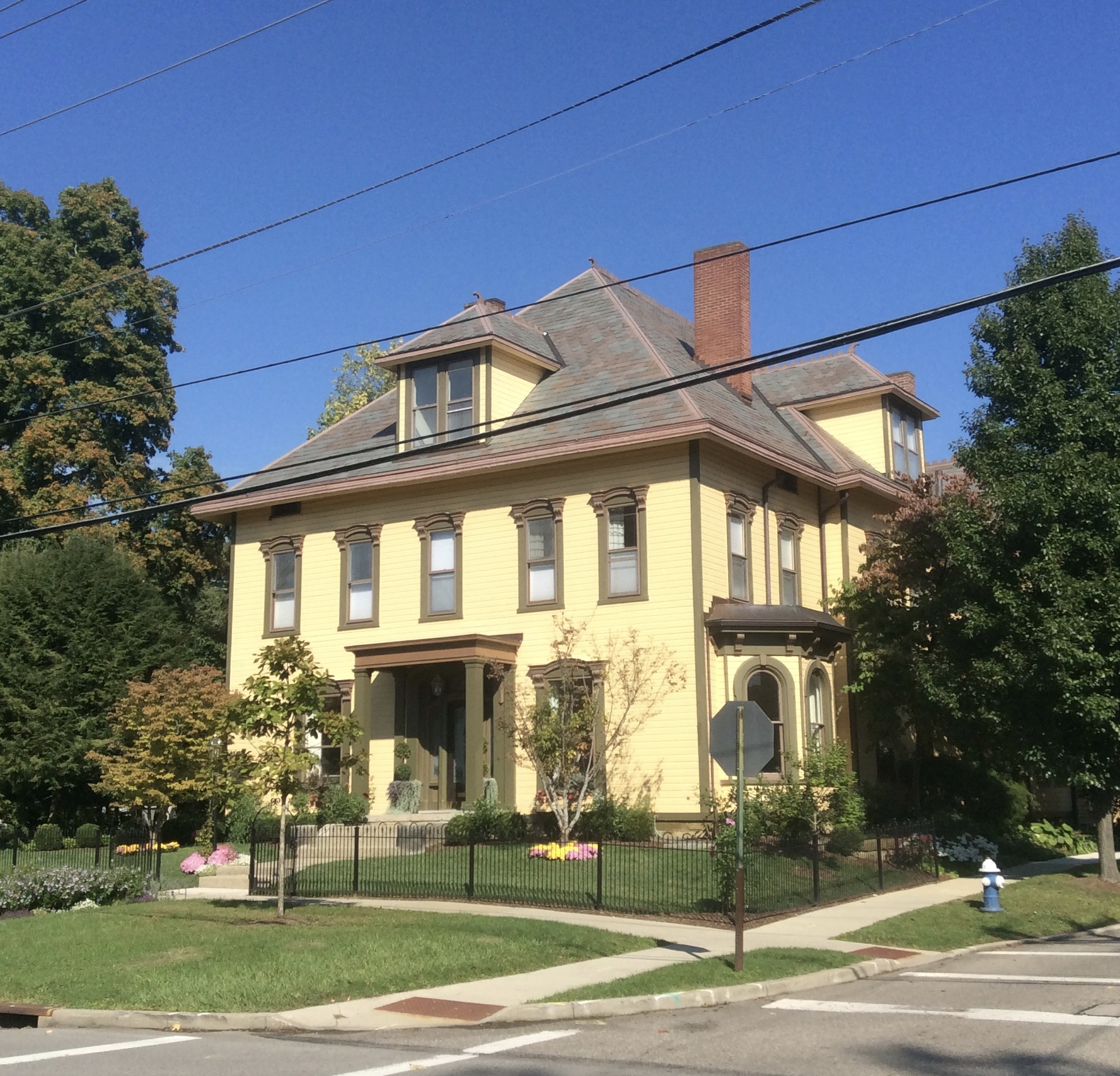
Monomoy Place (1863), home to Alumni & Family Engagement
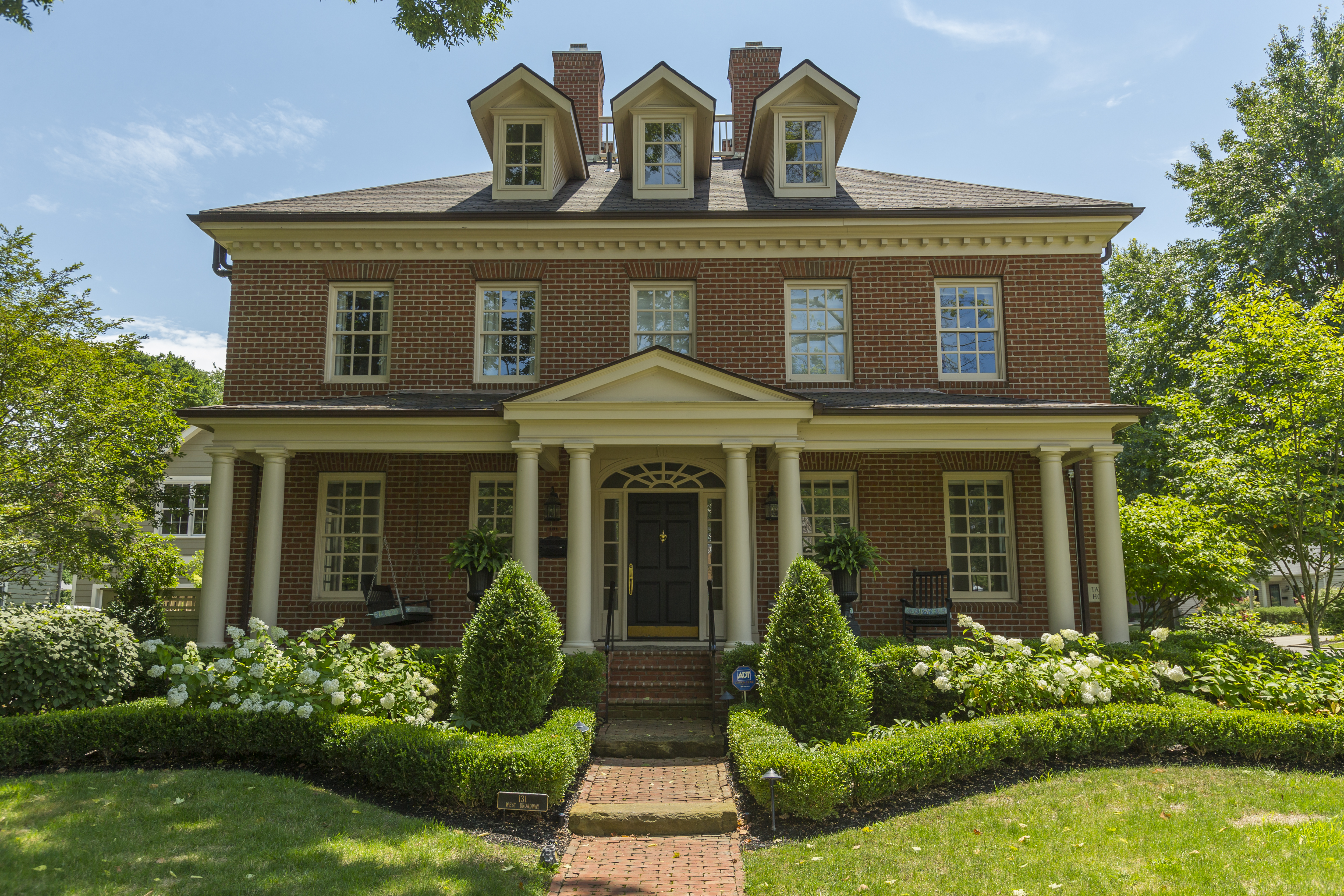
131 W Broadway is home to the Denison University President and family.
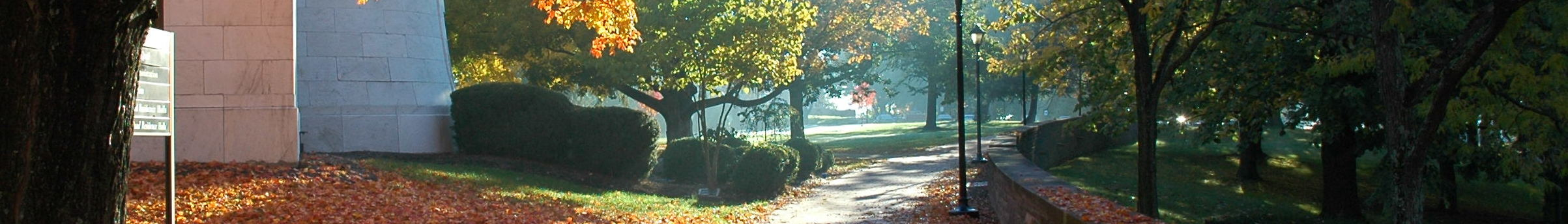
Chapel Walk
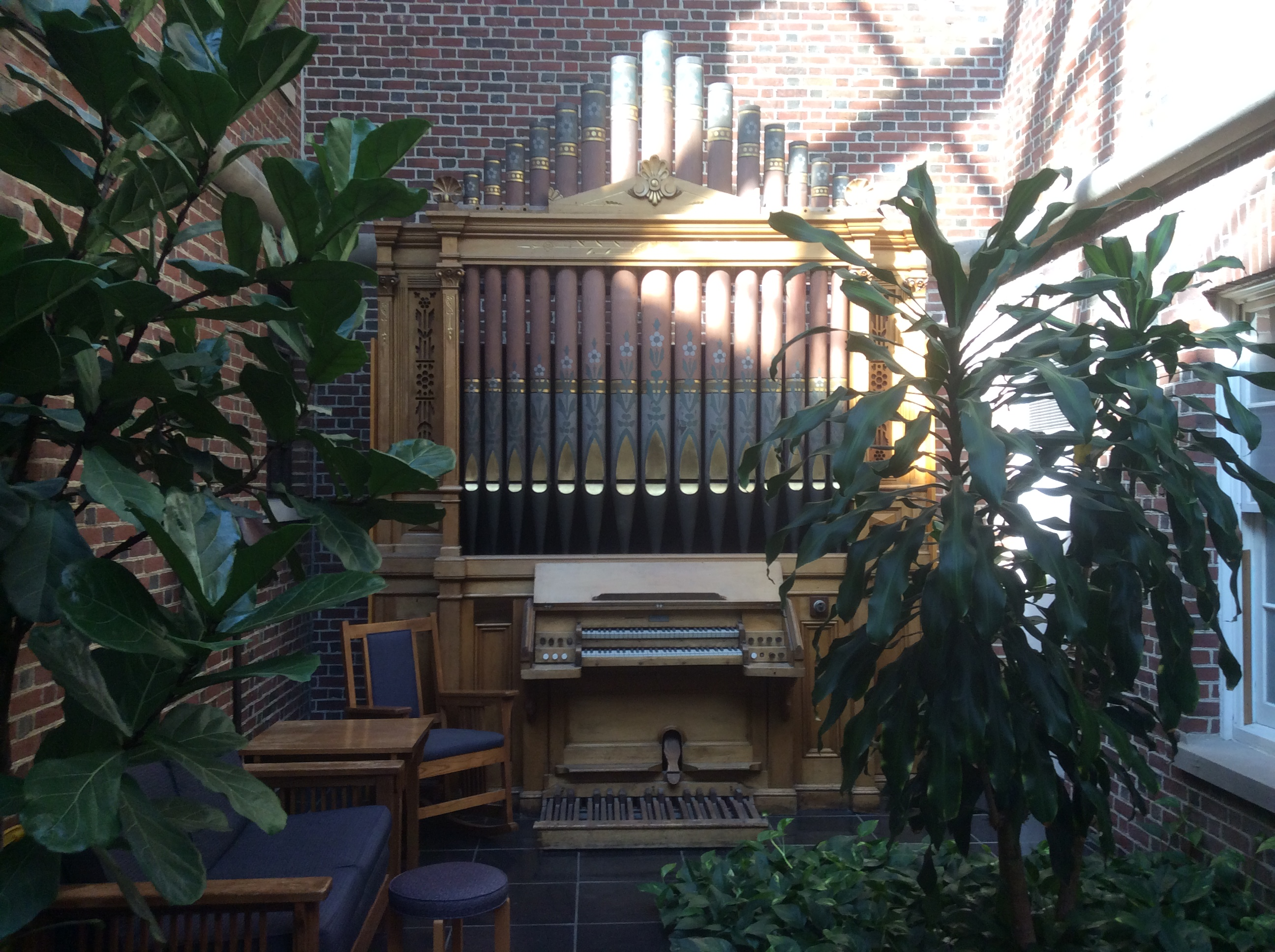
Pipe organ(管風琴) donated to Denison University by William Howard Doane
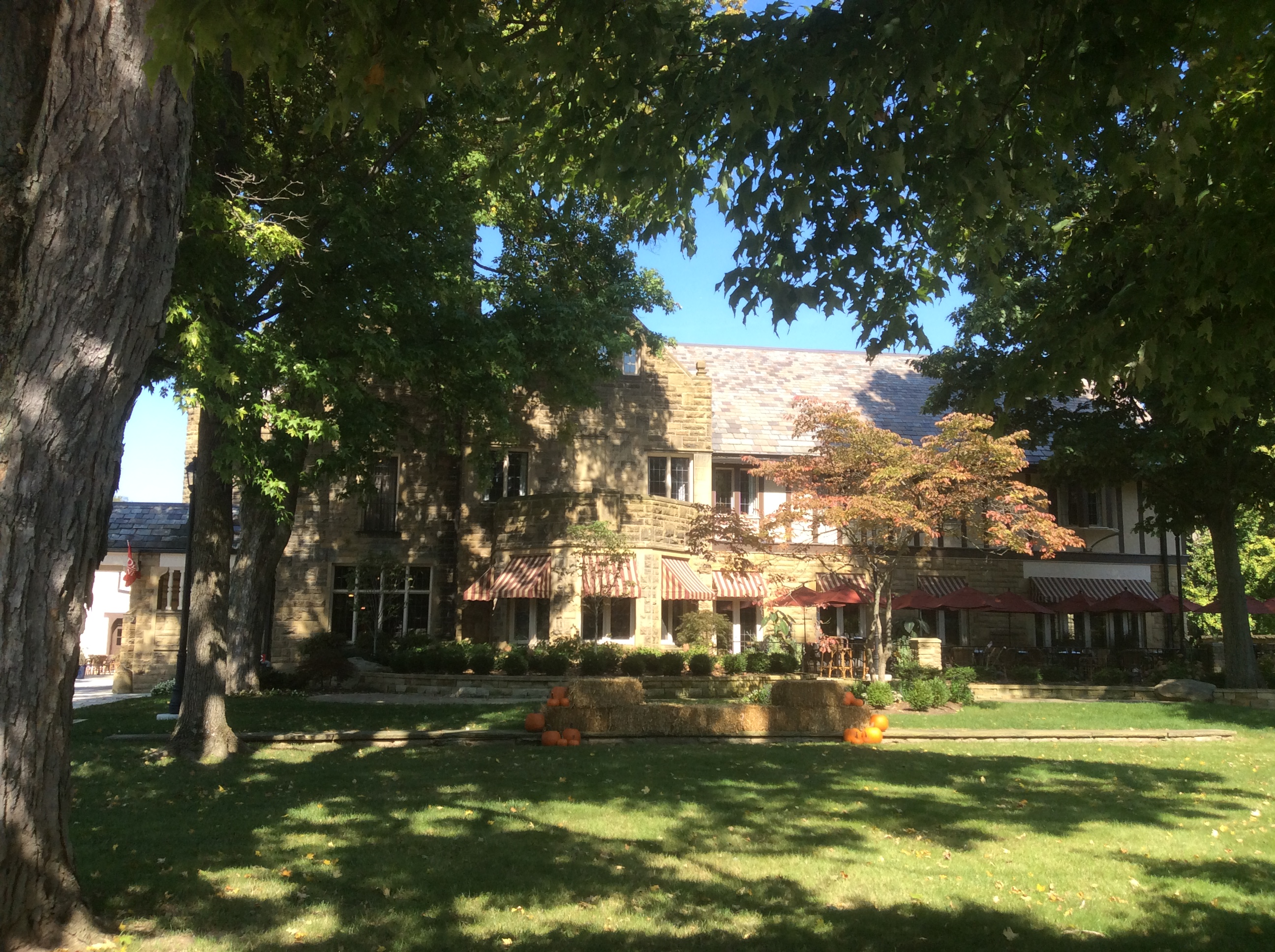
Granville Inn
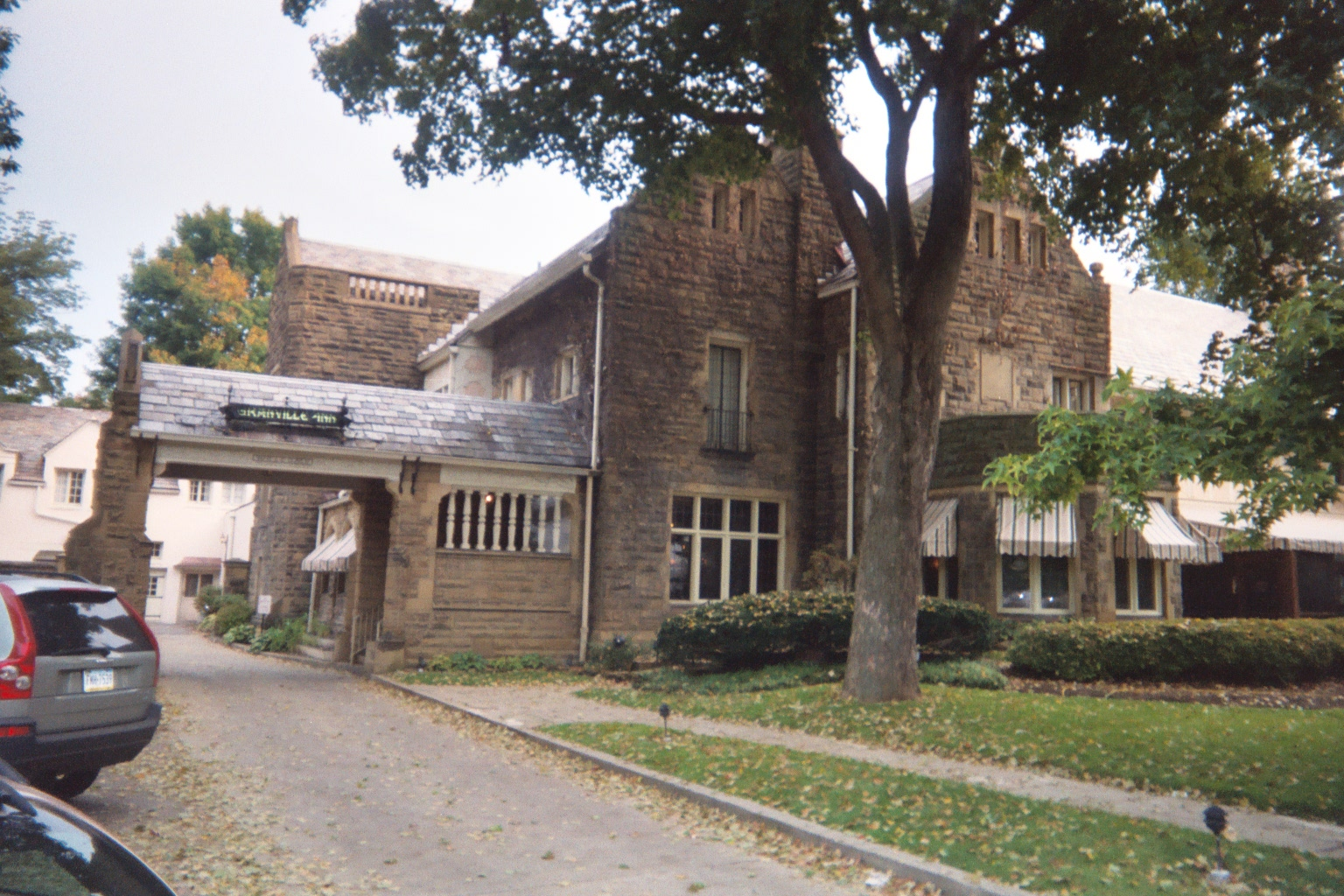
Granville Inn
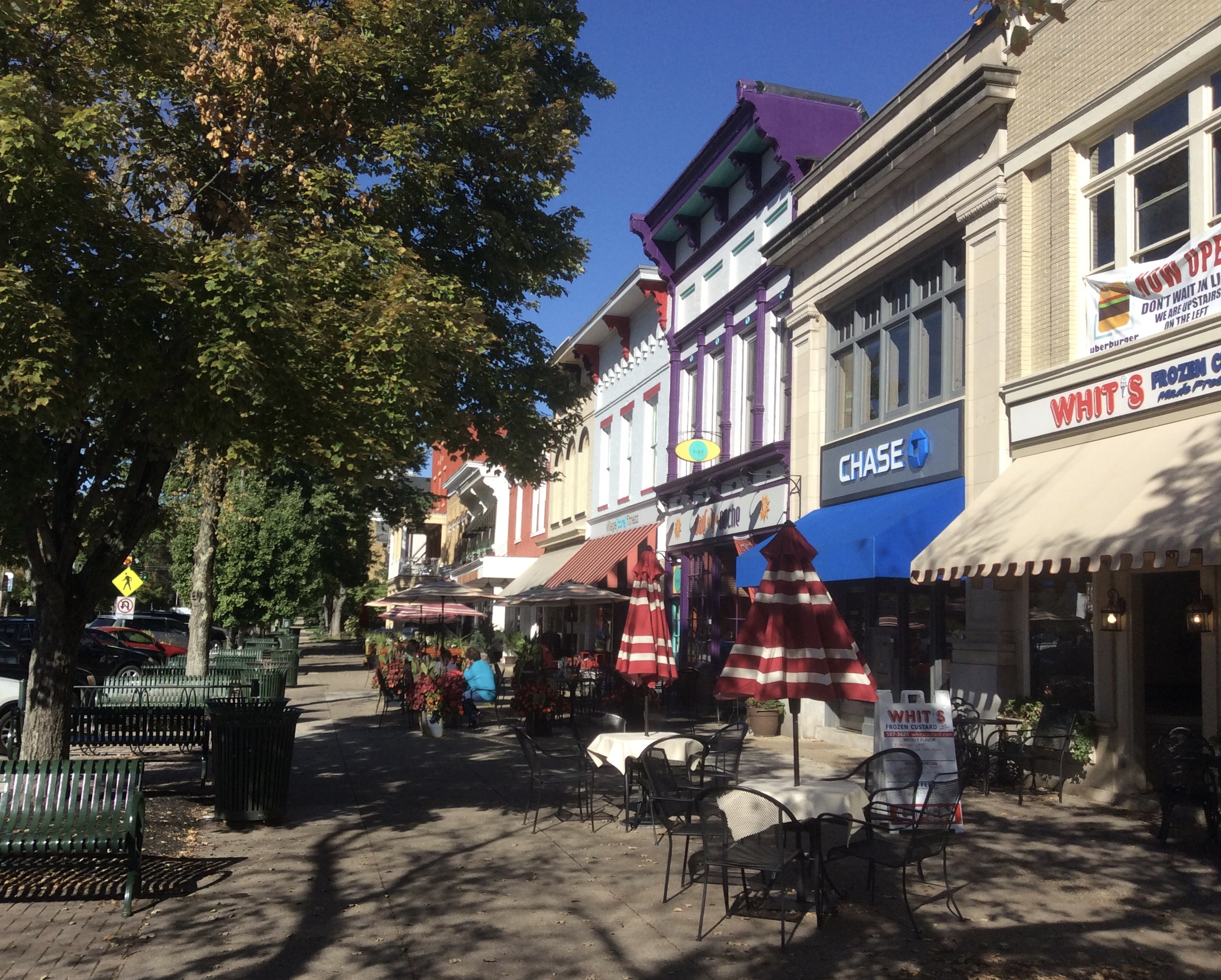
Broadway shops, Granville, Ohio
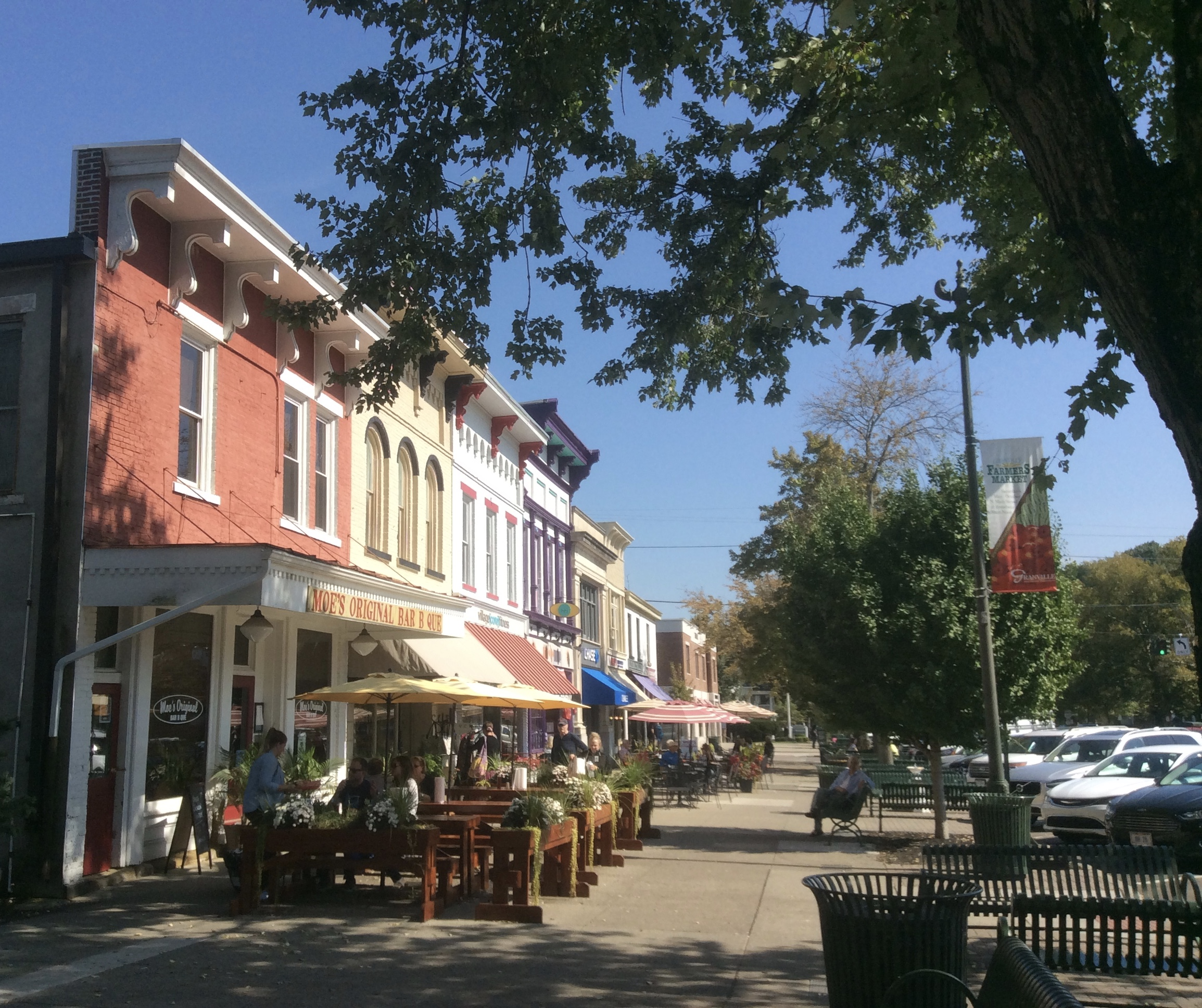
Broadway shops, Granville, Ohio
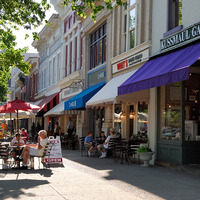
Downtown Scene in the Village of Granville
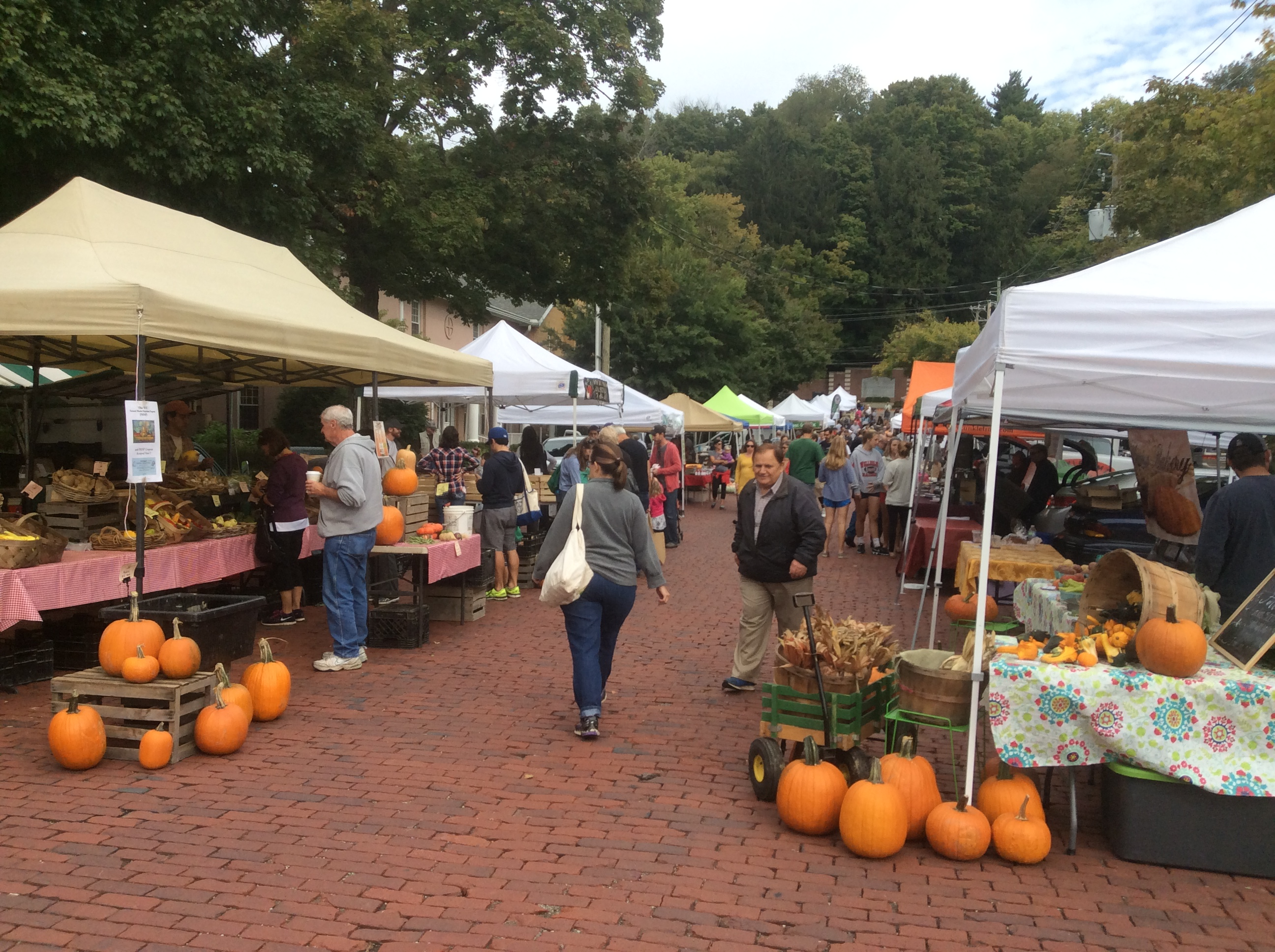
Granville Farmers Market, Granville, Ohio
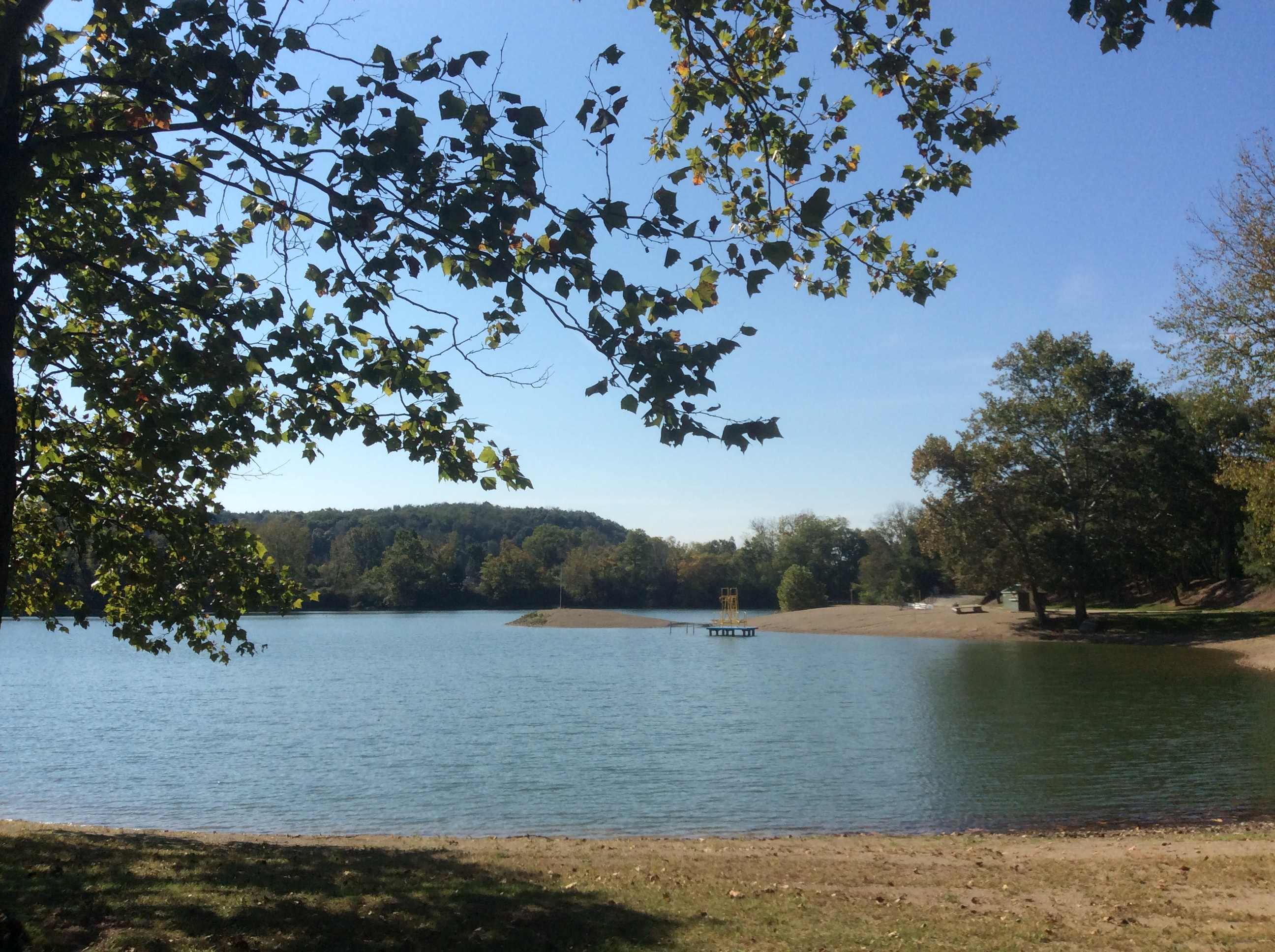
Lake Hudson, Granville, Ohio
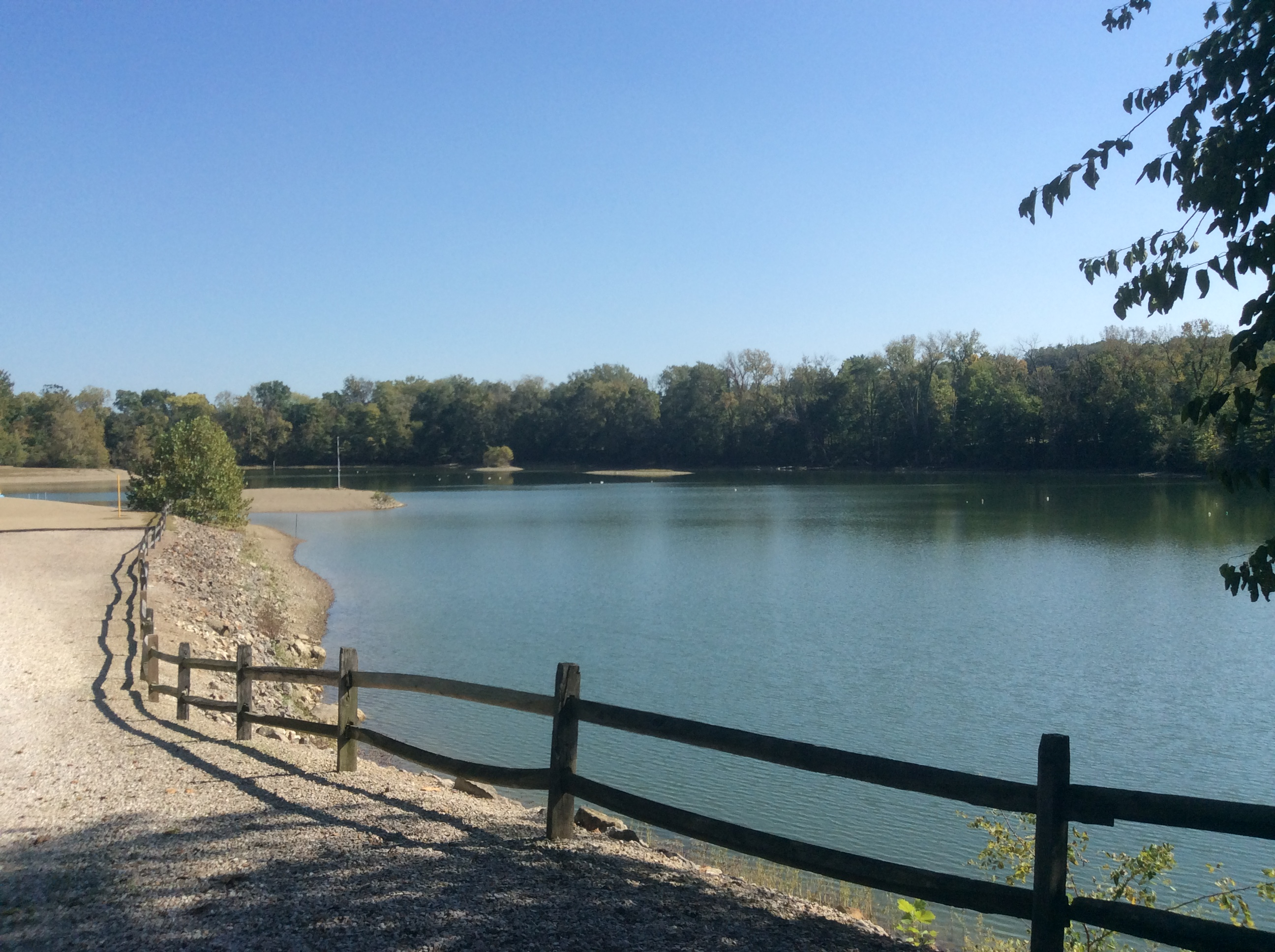
Lake Hudson, Granville, Ohio
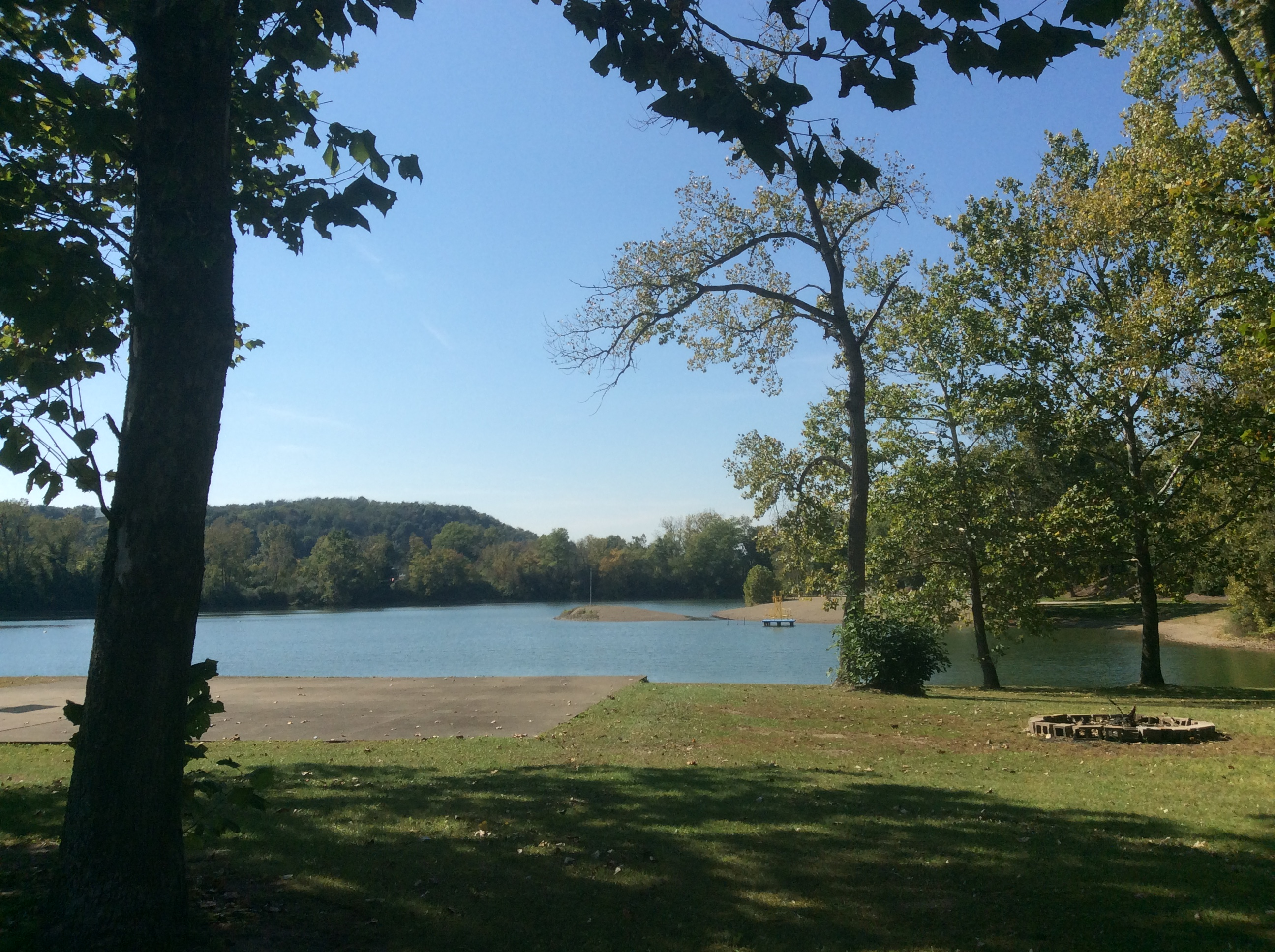
Lake Hudson, Granville, Ohio
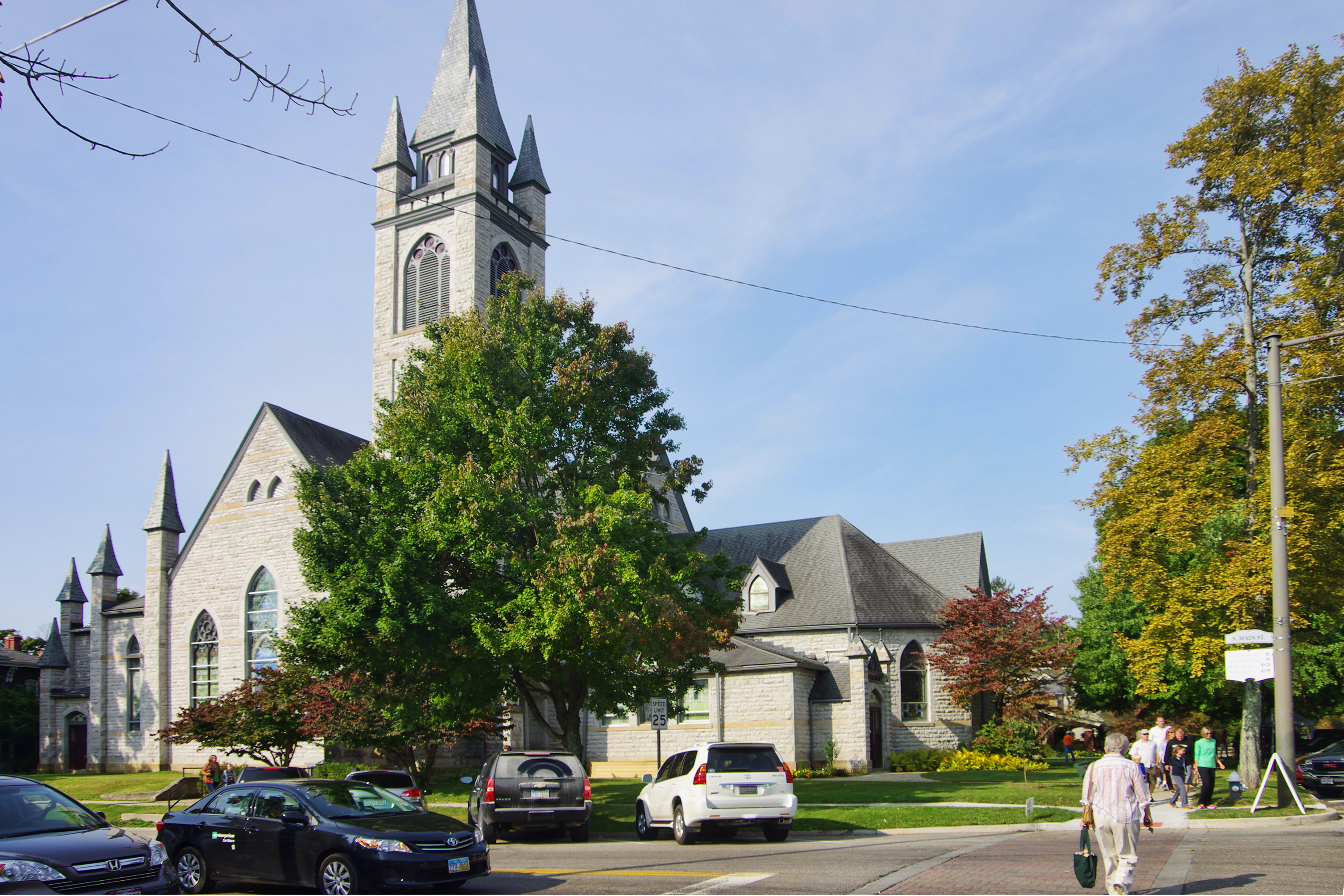
Granville Historic District
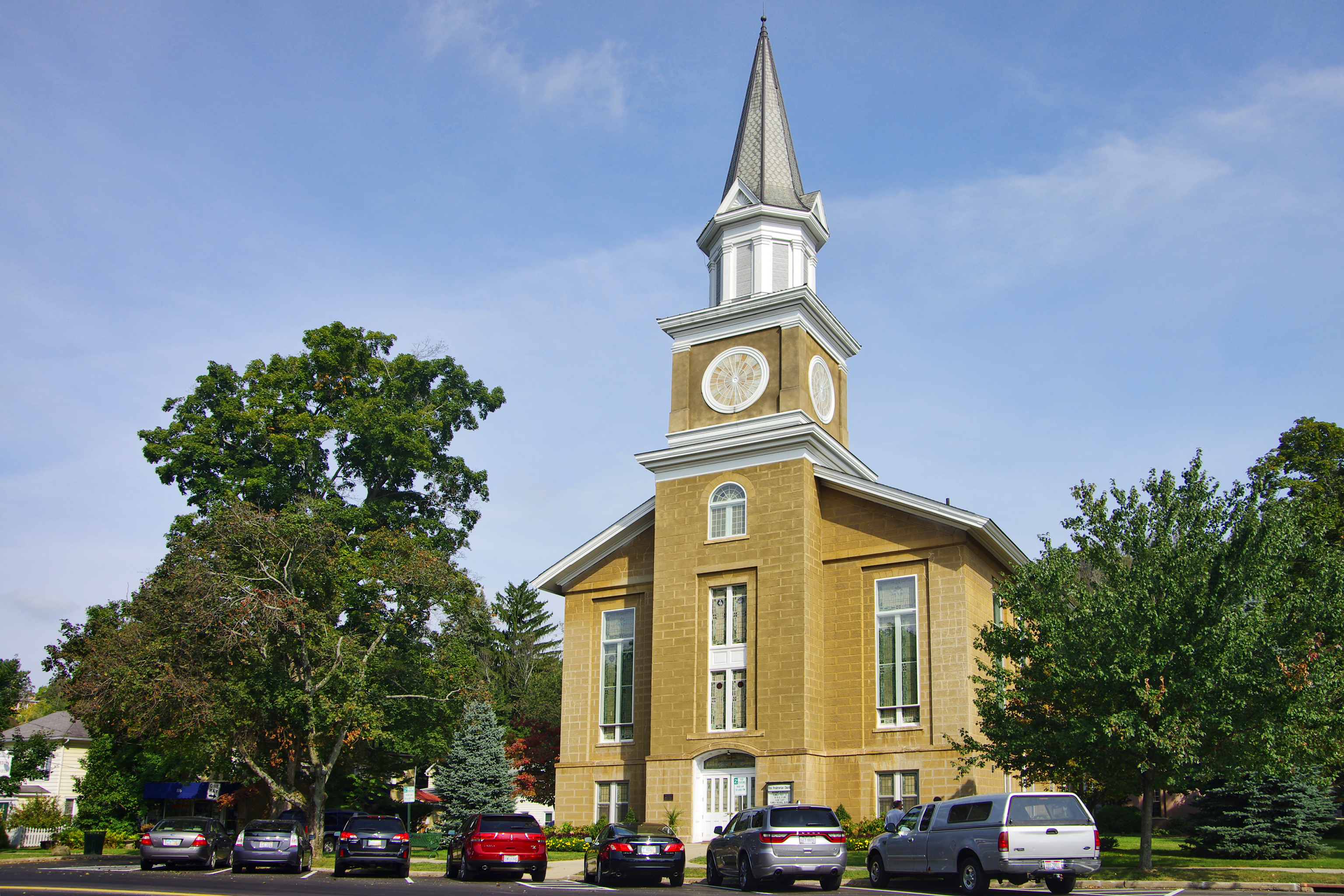
Granville Historic District
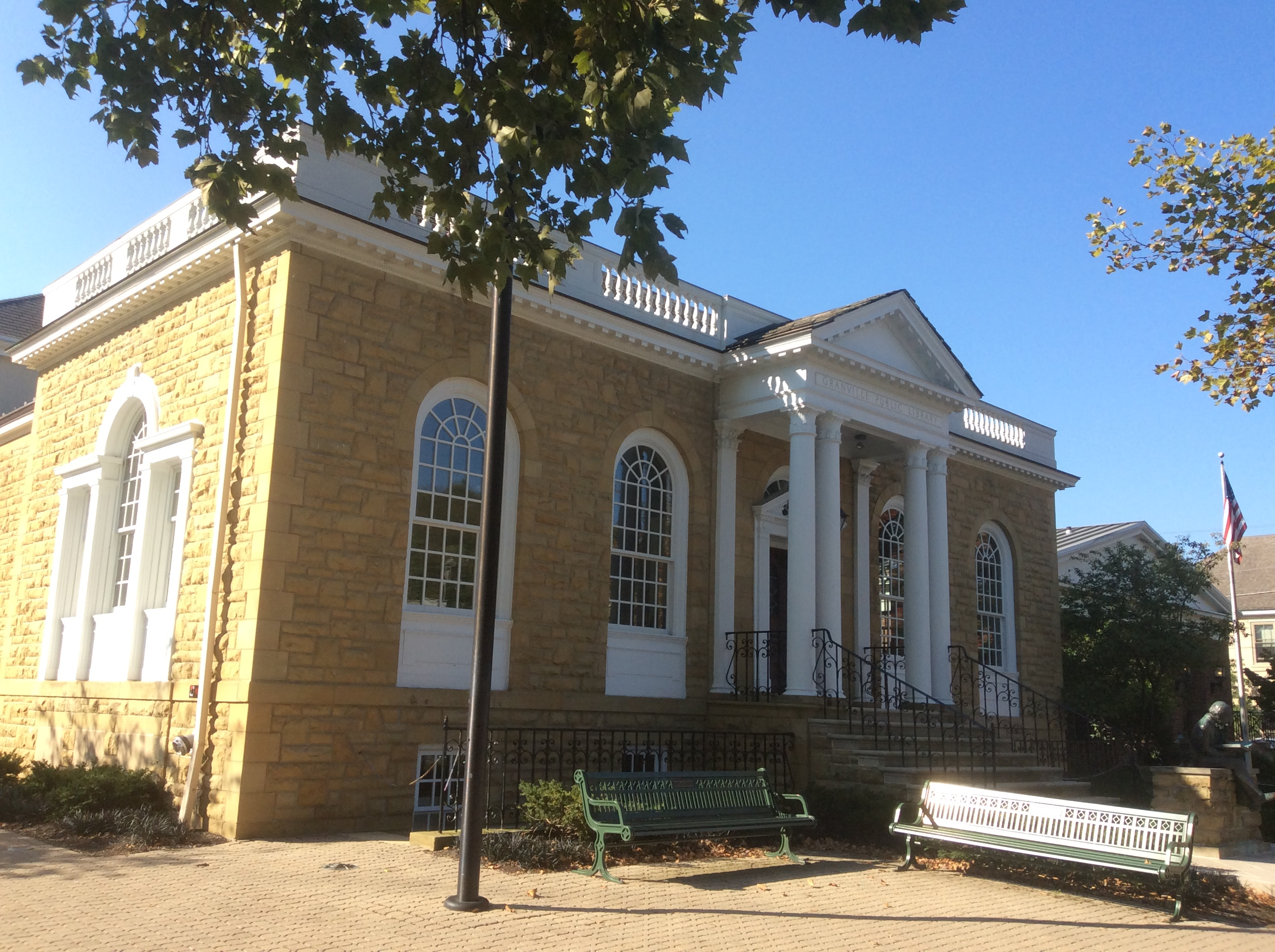
Public Library, Granville, Ohio,
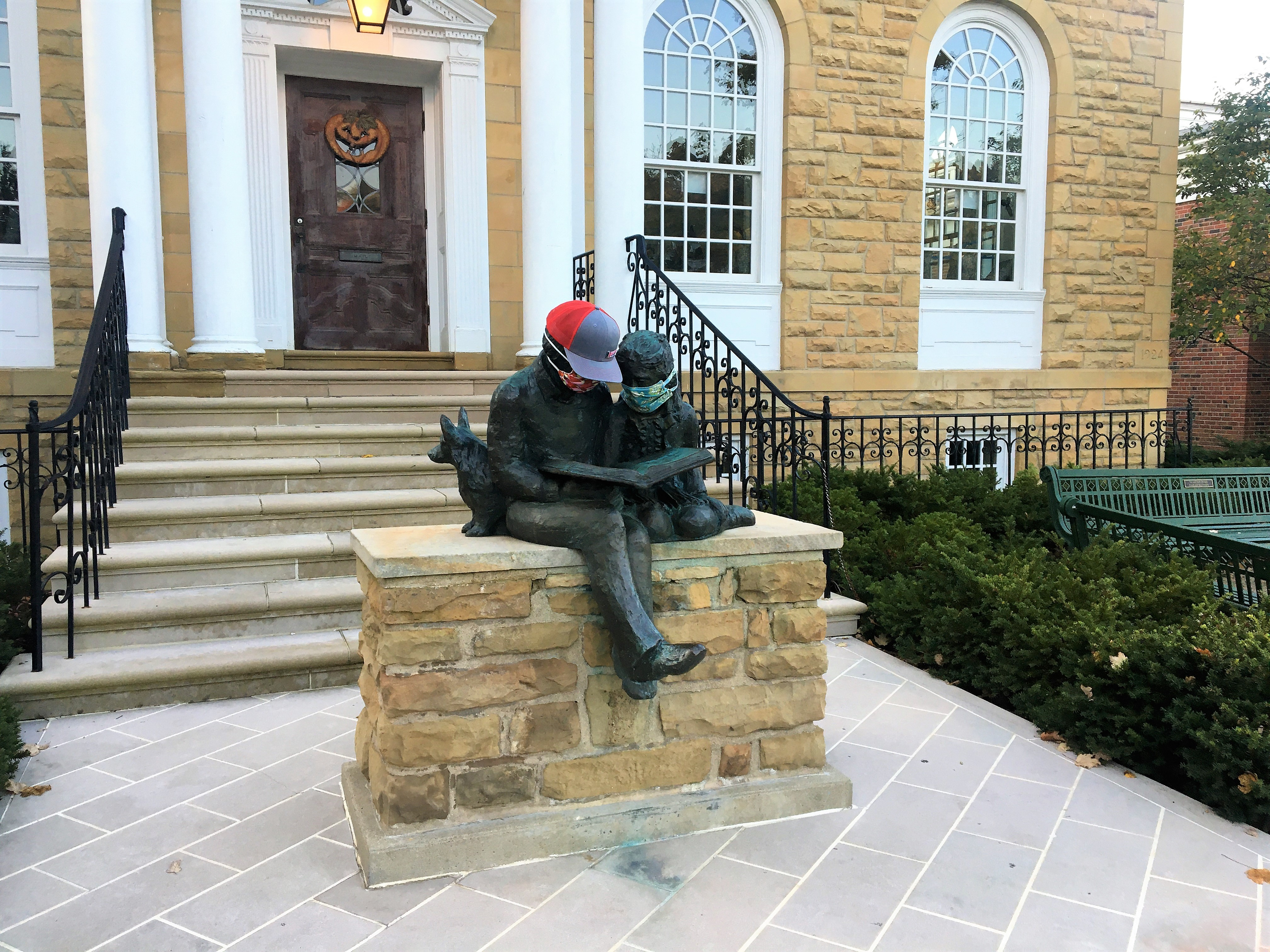
Public Library, Granville, Ohio,
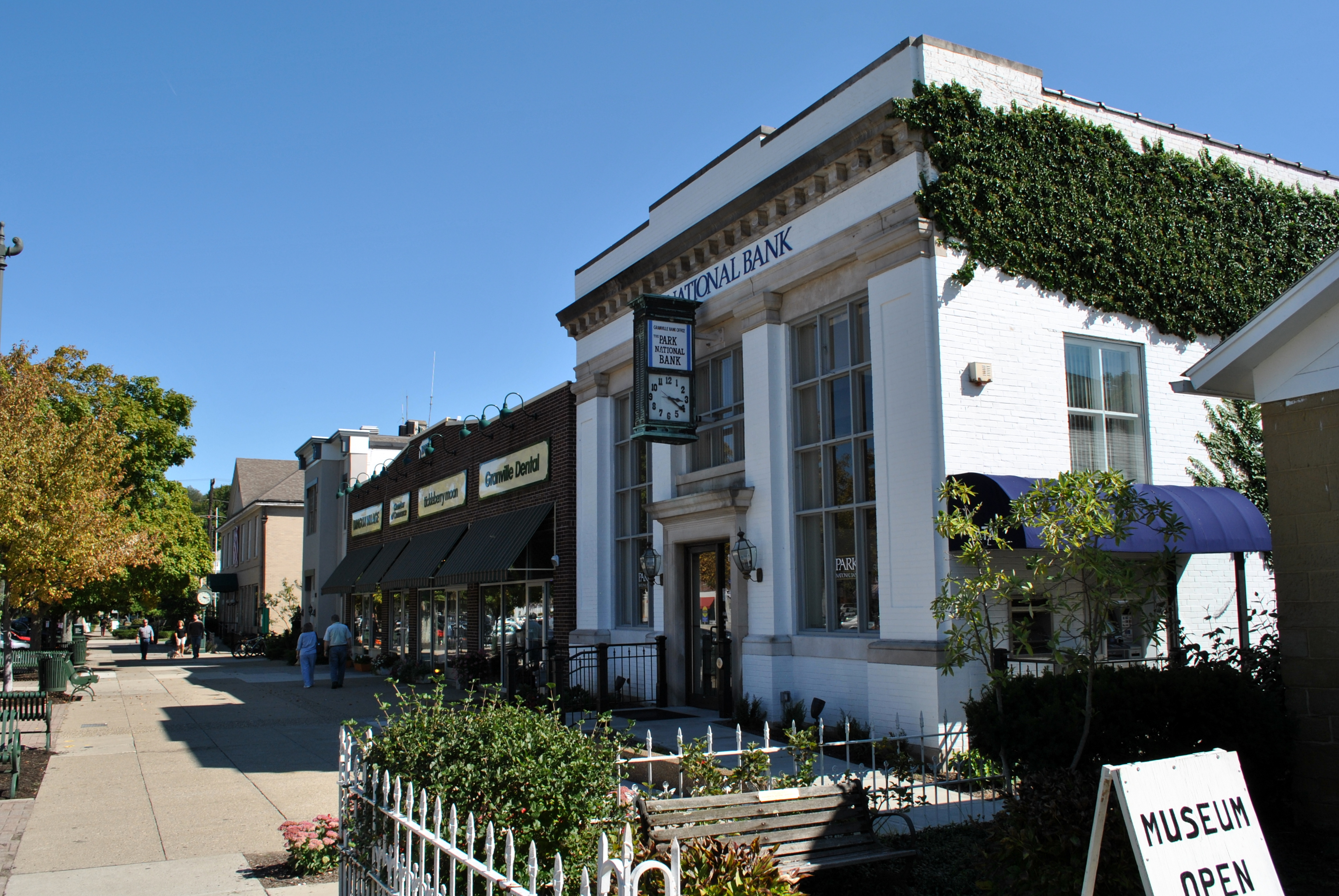
Granville Historic District
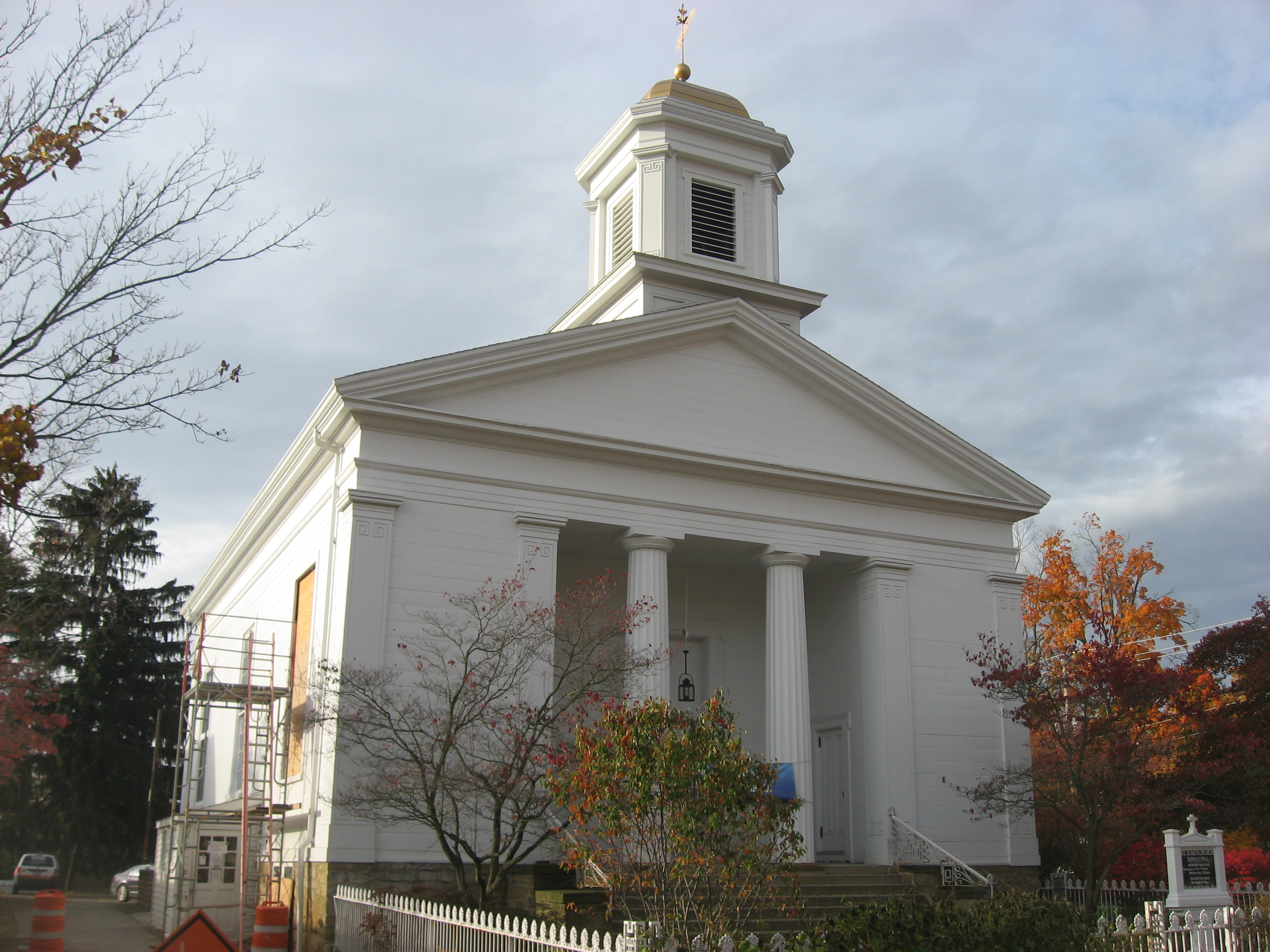
St. Luke's Episcopal Church in Granville
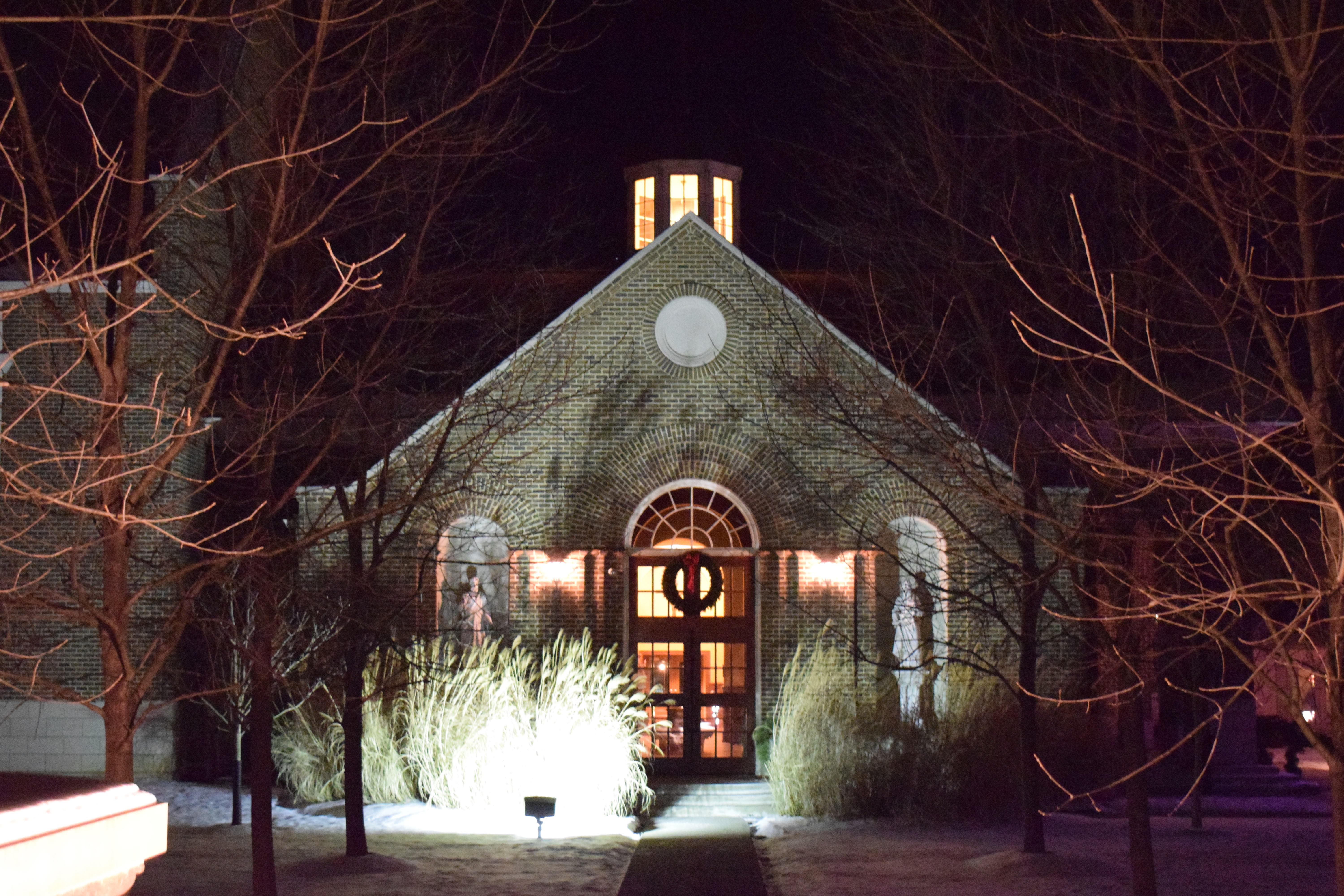
Saint Edward the Confessor Church (Granville, Ohio) - exterior of original section of the church
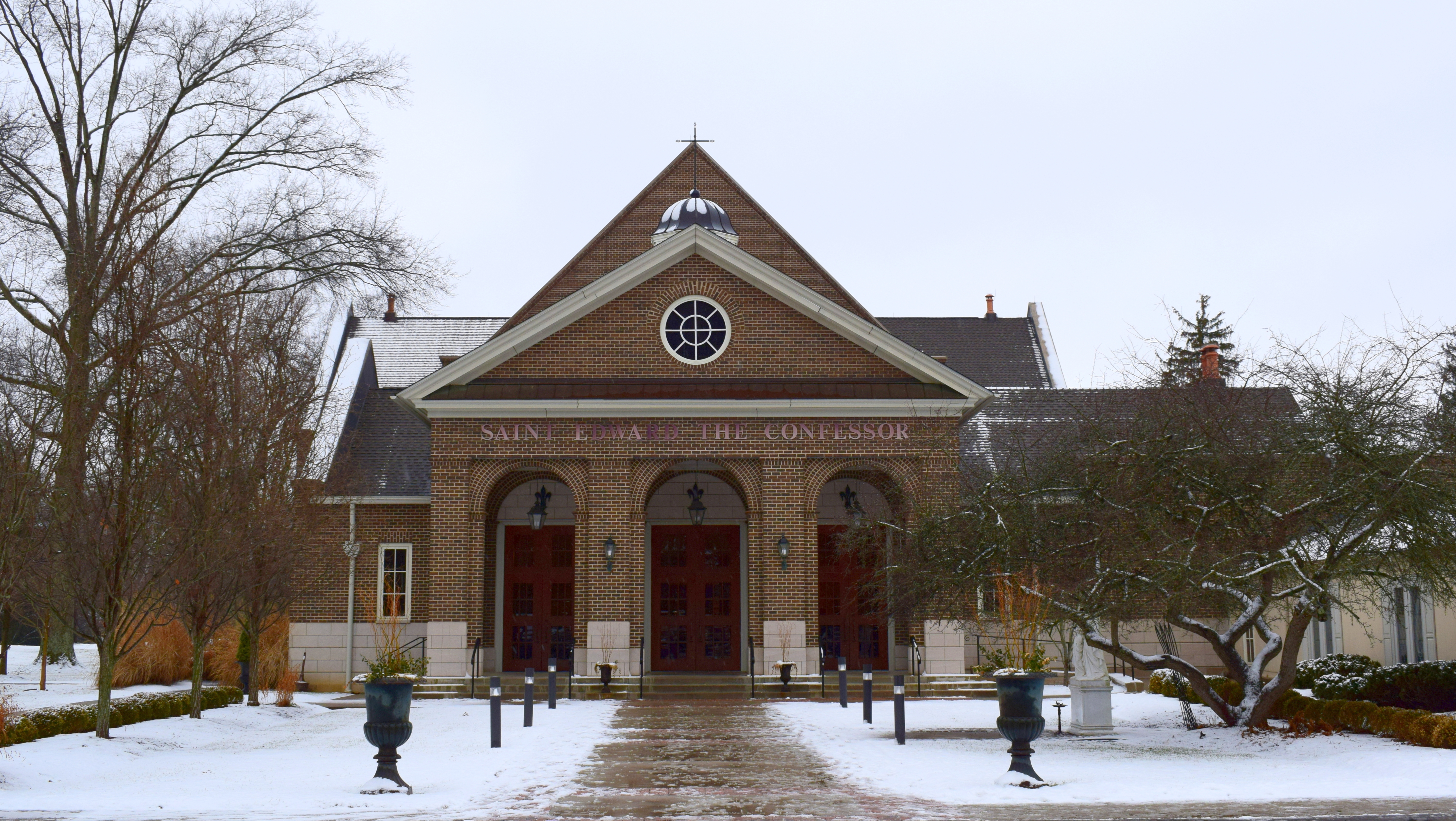
St. Edward the Confessor (Granville) - exterior
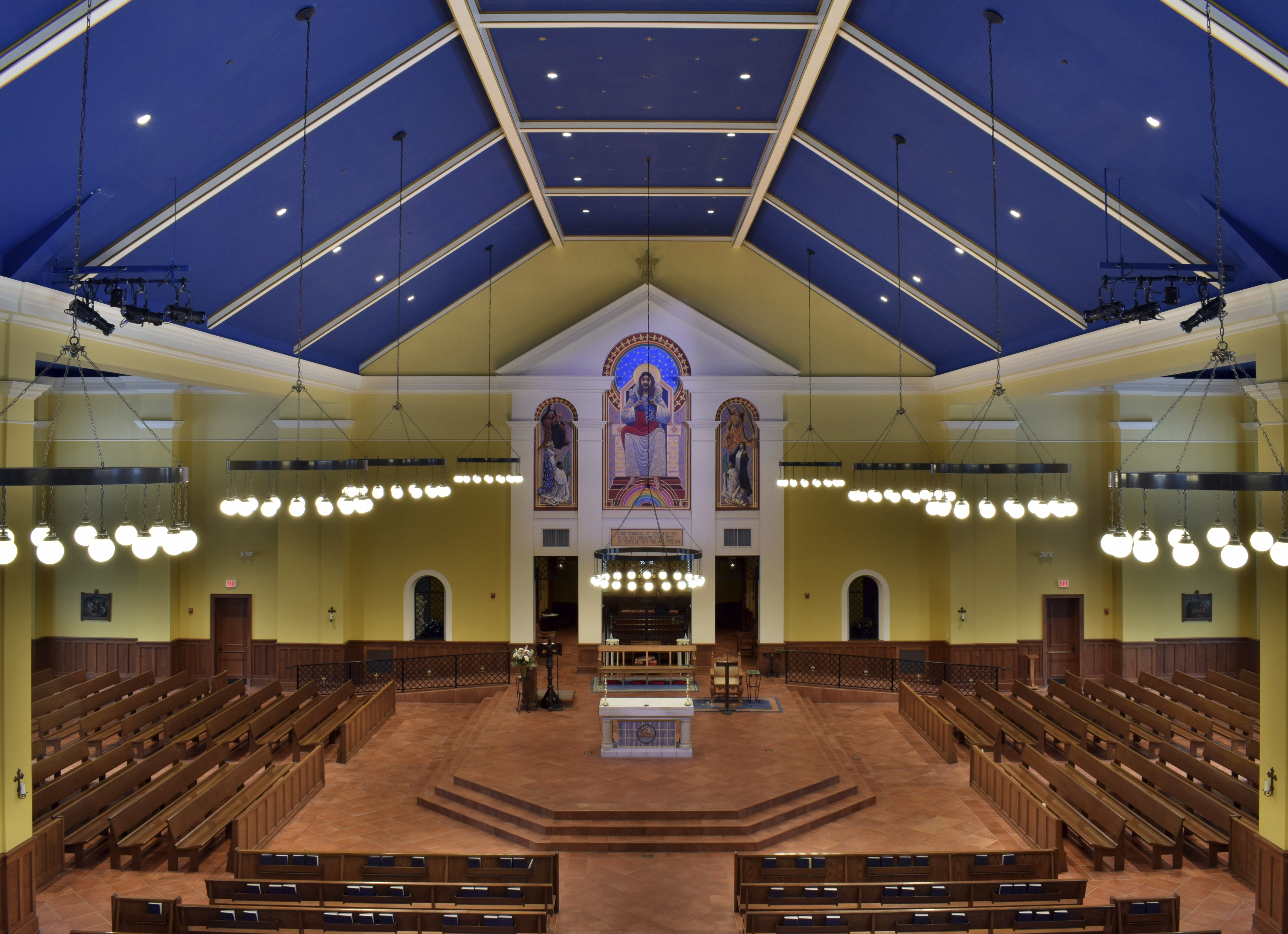
St. Edward the Confessor (Granville) - interior
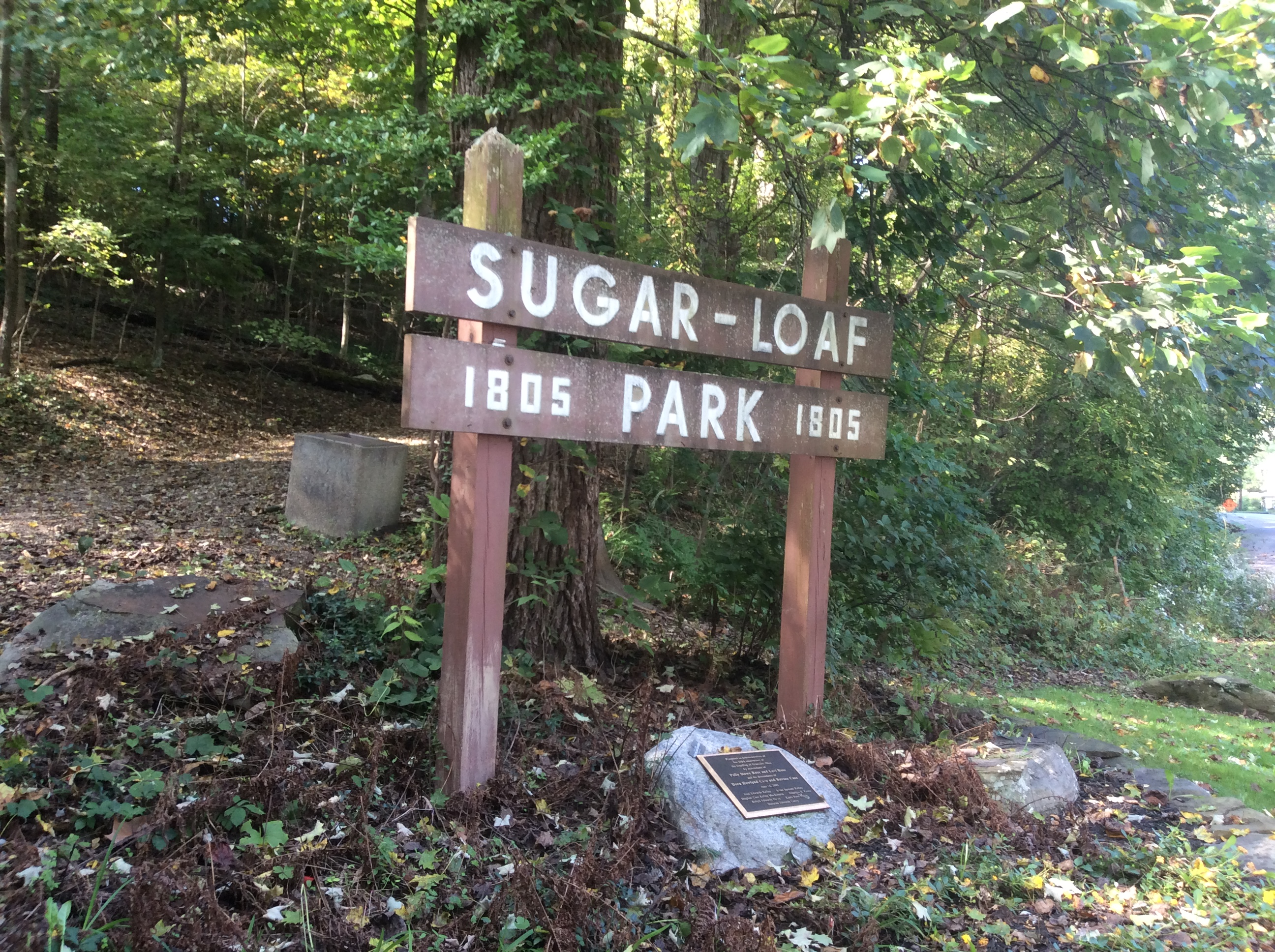
Sugar Loaf Park, Granville, Ohio
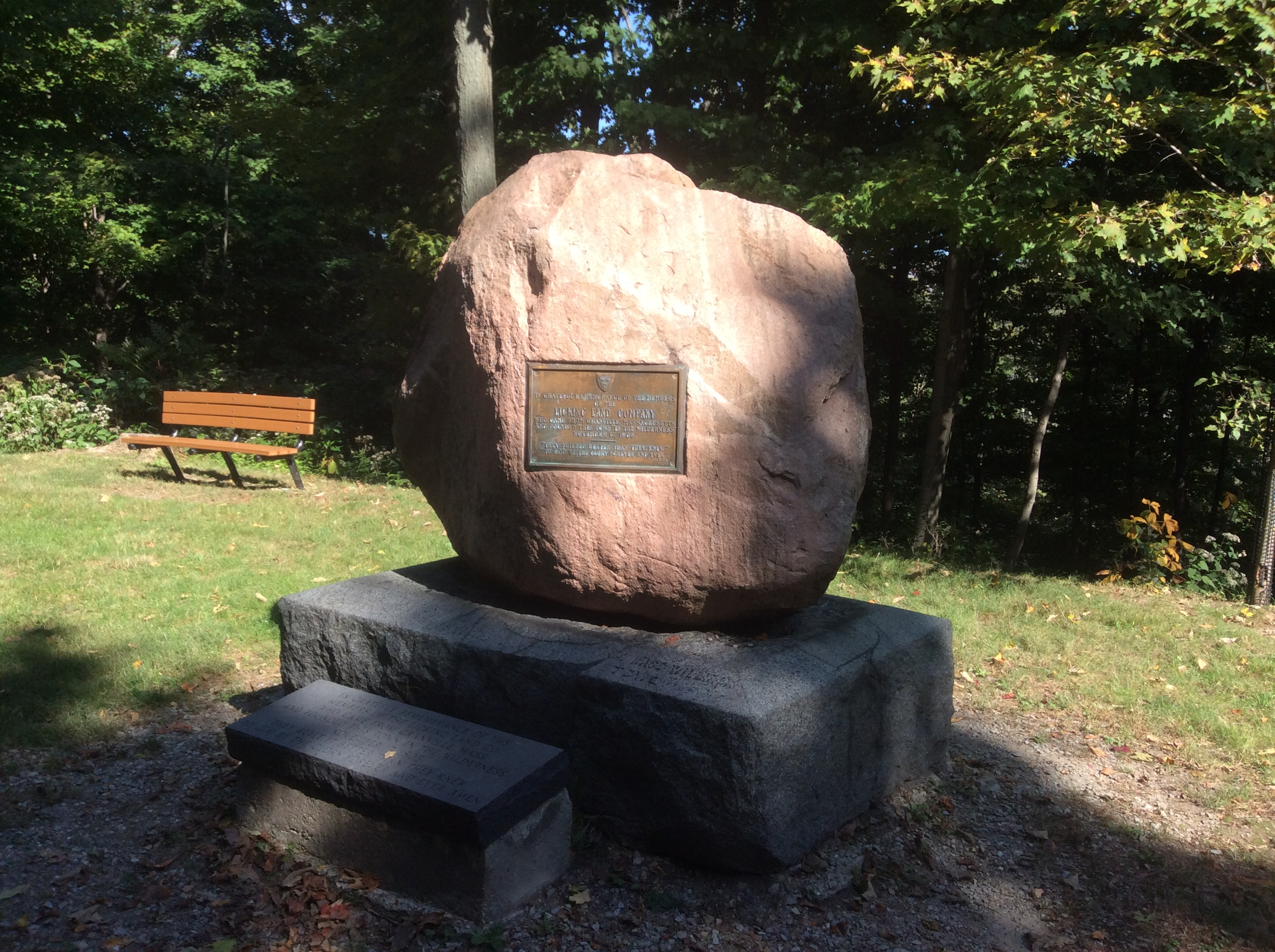
Sugar Loaf Park, Granville, Ohio
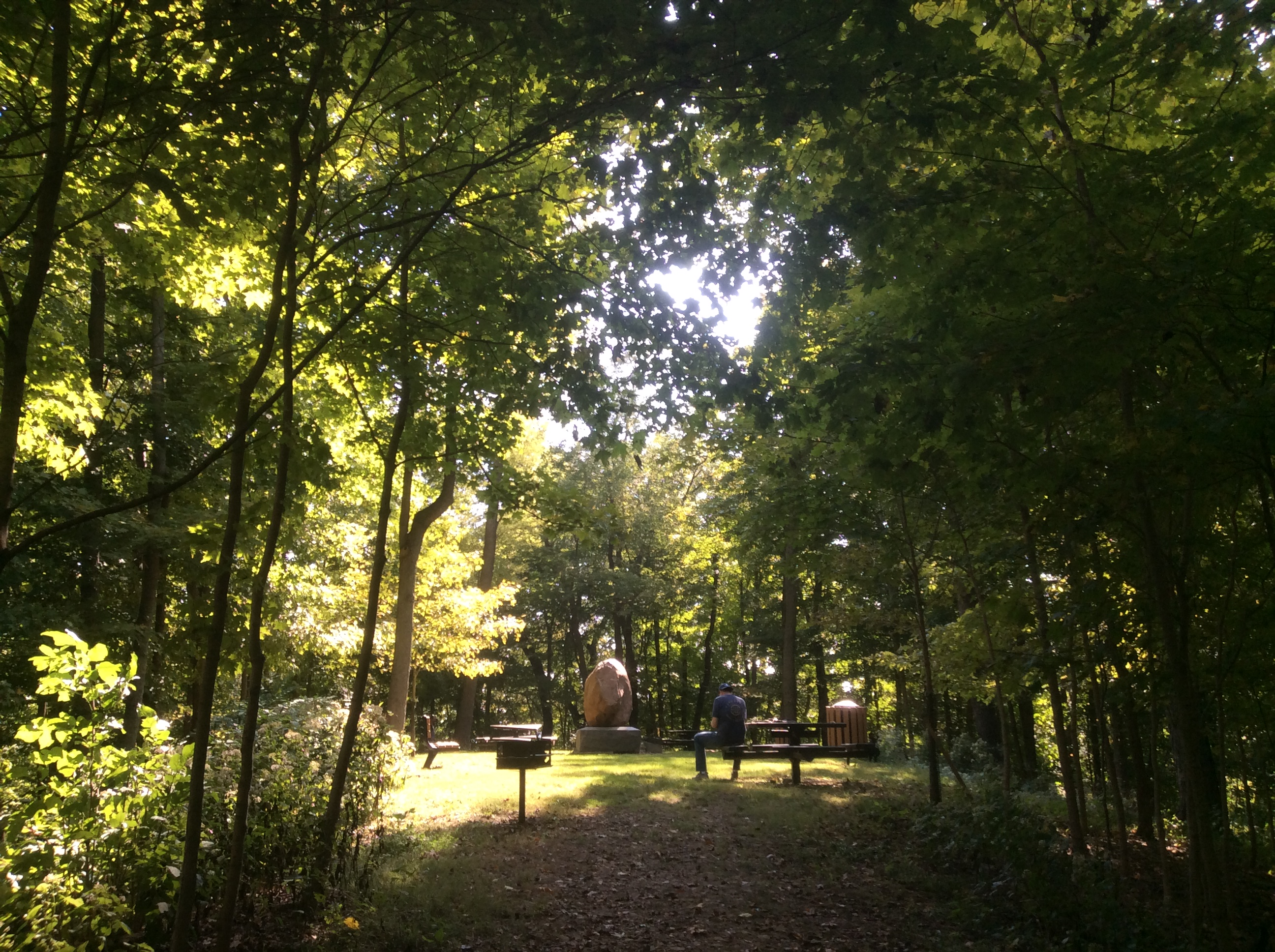
Sugar Loaf Park, Granville, Ohio

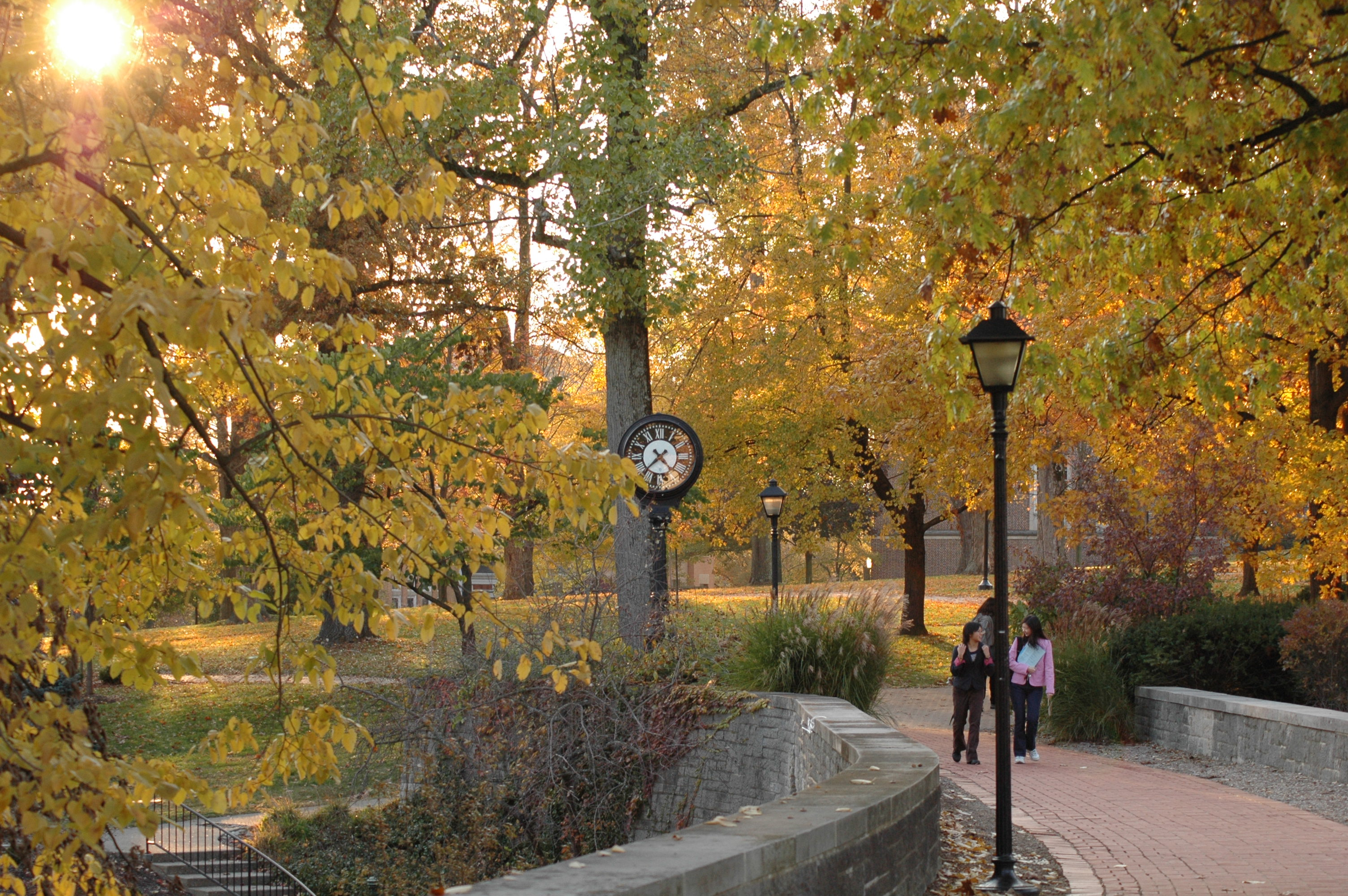
学术角散步
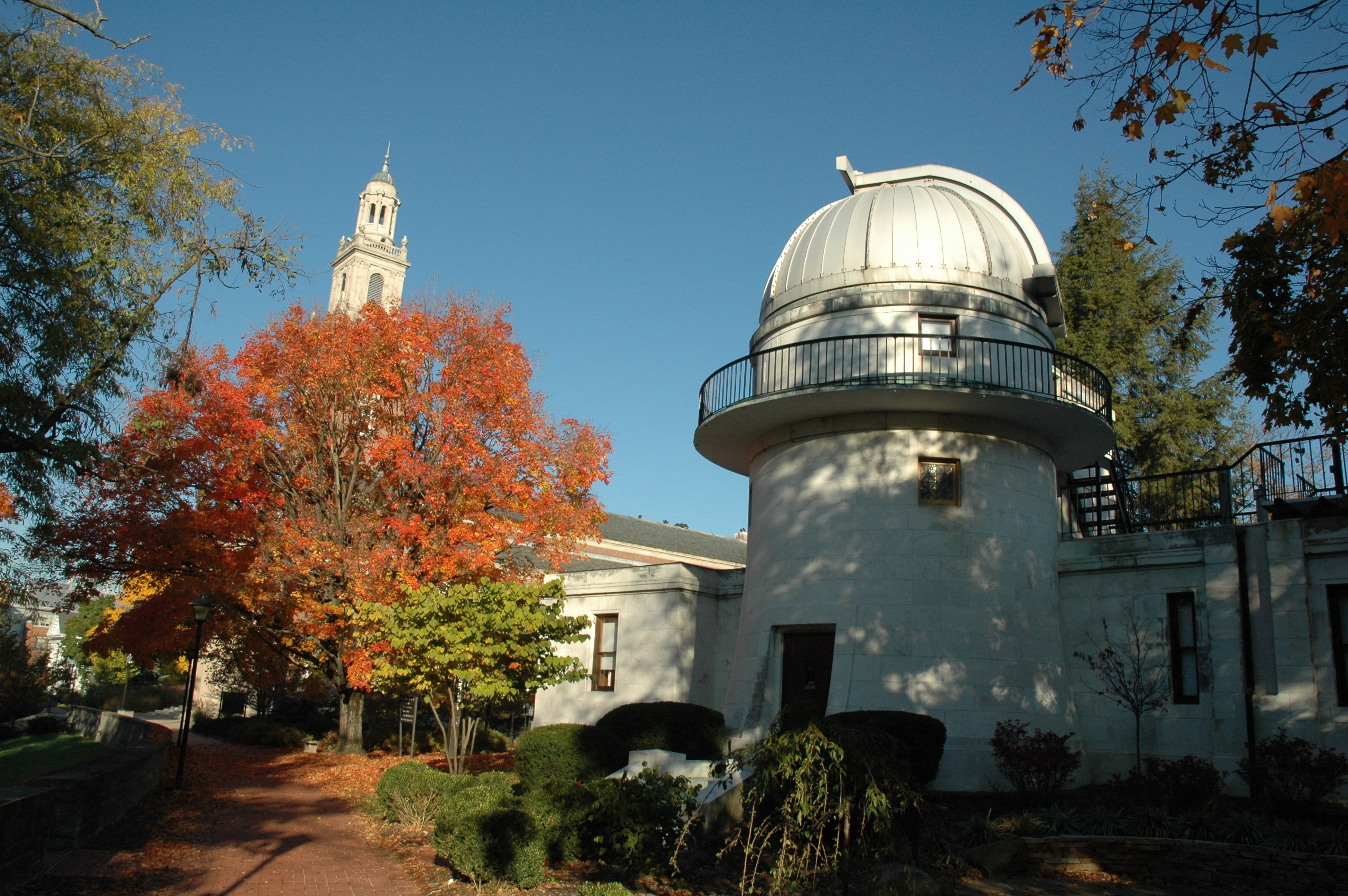
天文台
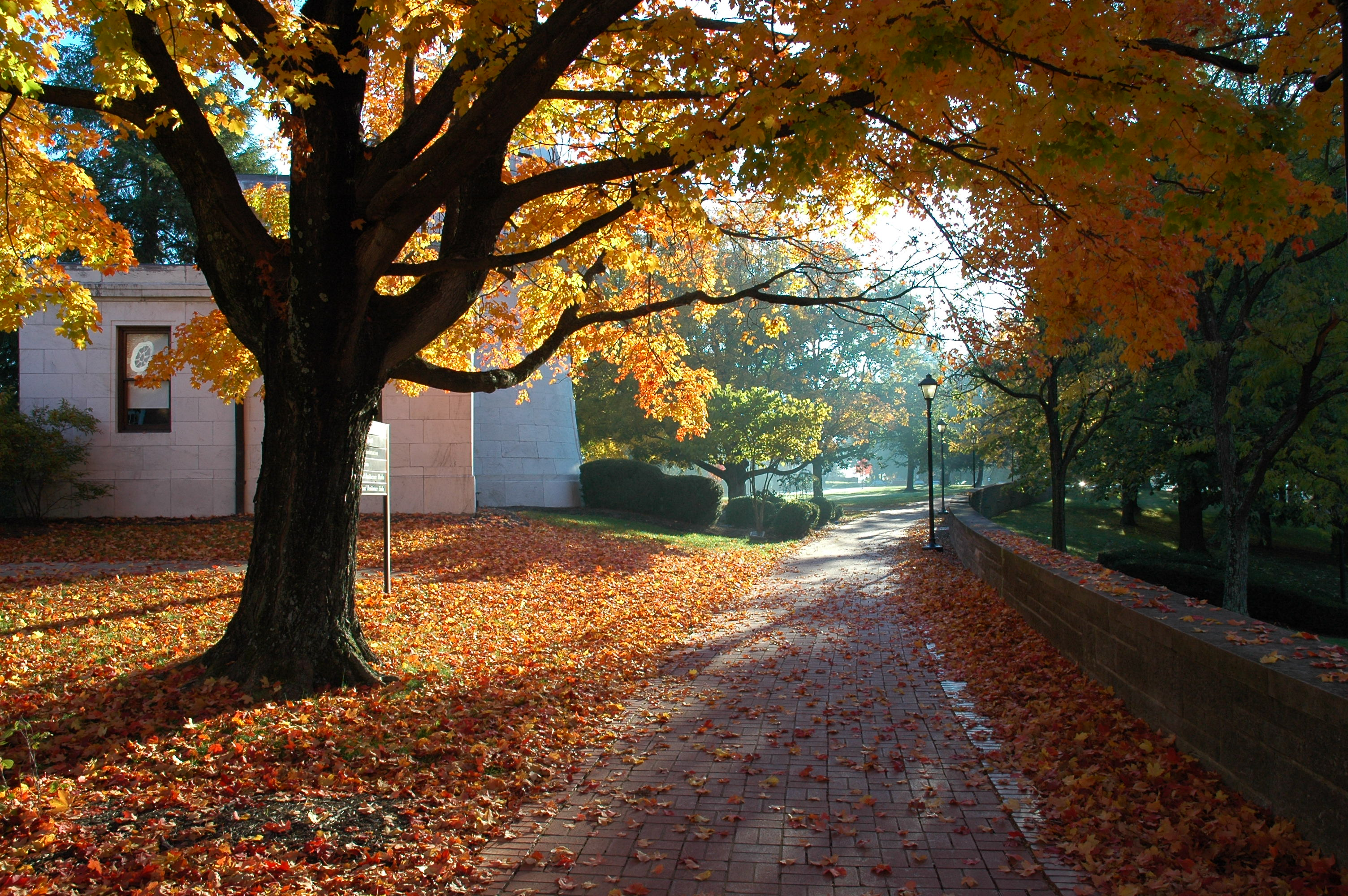
金秋时节教堂散步
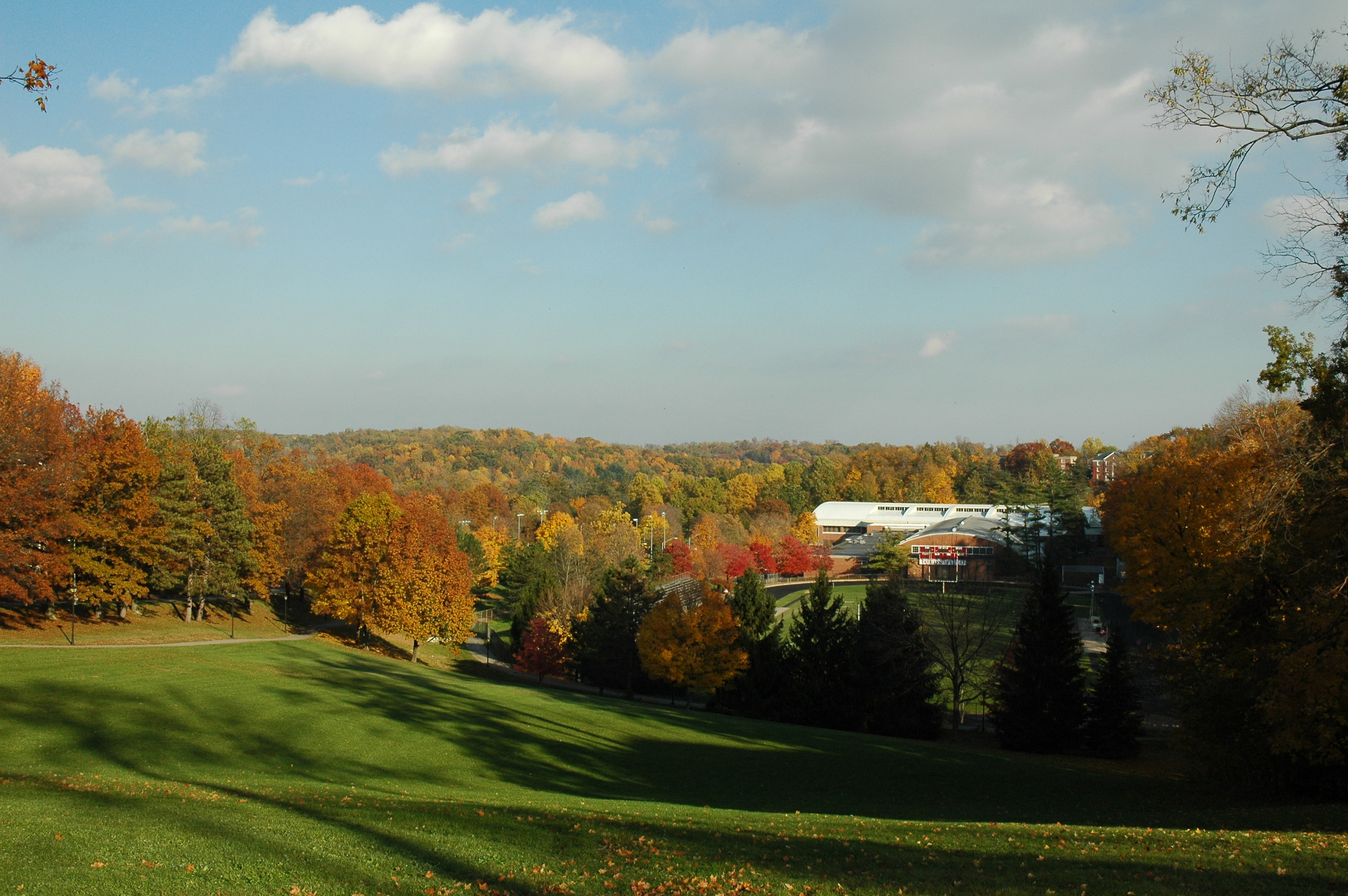
从学院山看体育馆

斯瓦西天文台於1910年6月開放，設有一個9英寸折射望遠鏡和兩個8英寸反射望遠鏡。
Slayter Union 設有休息室、小吃店、學習桌、書店、食品市場、學生郵箱和包裹服務、302 個座位的禮堂和電影院、深夜餐廳以及學生組織的辦公室。校園景觀由著名景观建筑公司 Frederick Law Olmsted Sons 設計, Frederick Law Olmsted Sons的创始人是纽约市中央公园、芝加哥一些著名的湖滨公园以及斯坦福和威爾斯利學院等著名大学校园的设计师。其为丹尼森设计了创新设计.“奥姆斯特德计划”或“大丹尼森計畫”是根據整個上校區的四邊形布局設計的，旨在反映建築功能。此舉目的在幫助培養校園團體之間的社區意識。該計劃背後的目標是為山頂上的大學提供美觀和實用的功能。景觀設計旨在戰略性地保護自然地形，但也考慮到每個四邊形內建築物的邏輯和對稱布置。
丹尼森的食堂被評為全美前8所最好吃的食堂。

## 著名校友

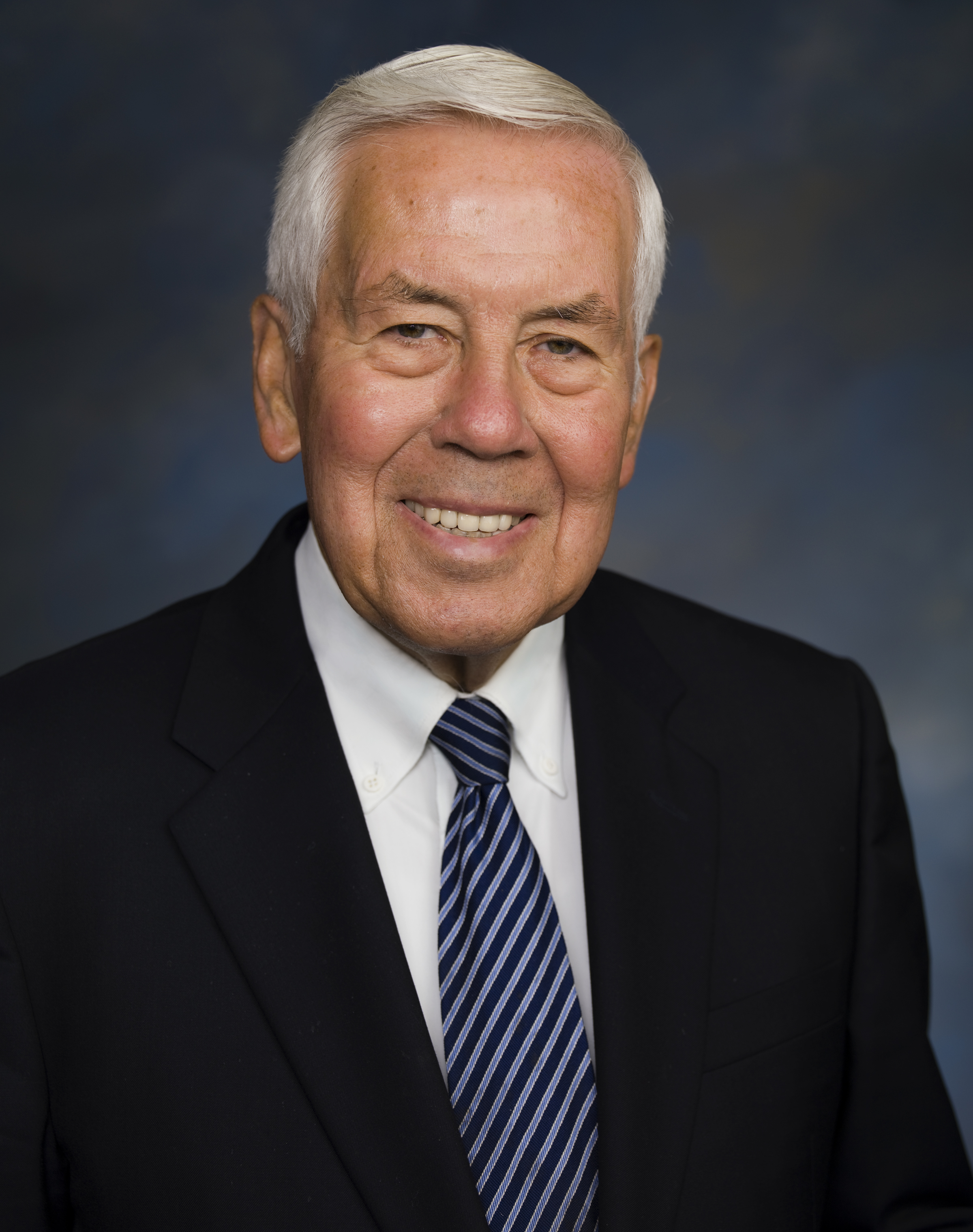
理查德·卢加尔，美国参议院议员，羅德獎學金得主，1996年美國總統選舉共和黨初選候選人
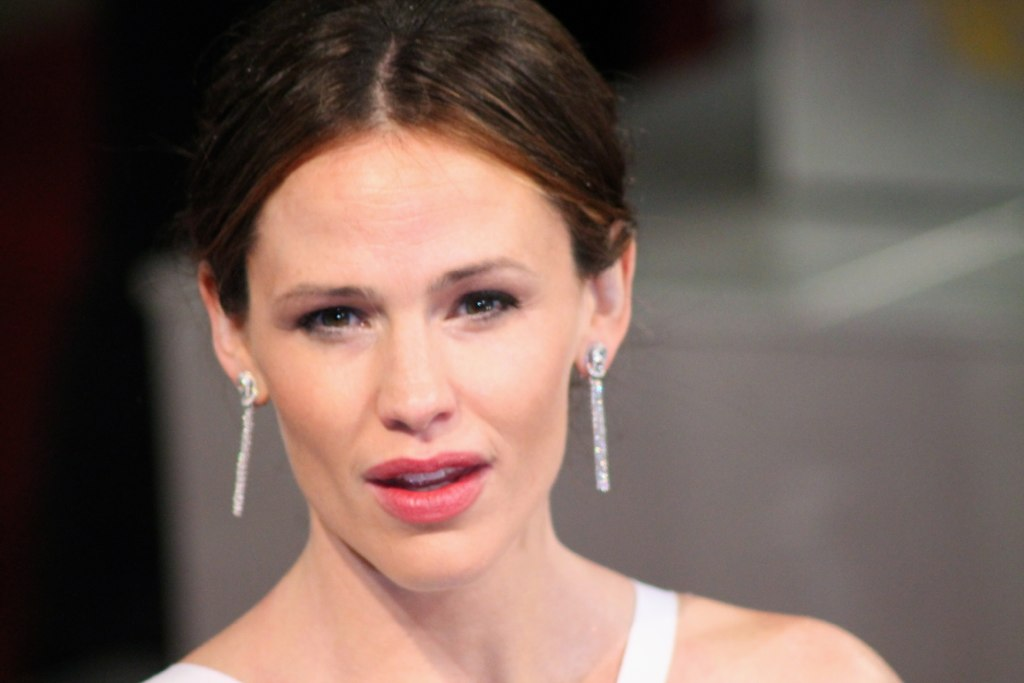
珍妮佛·嘉納, 知名好萊塢女演員
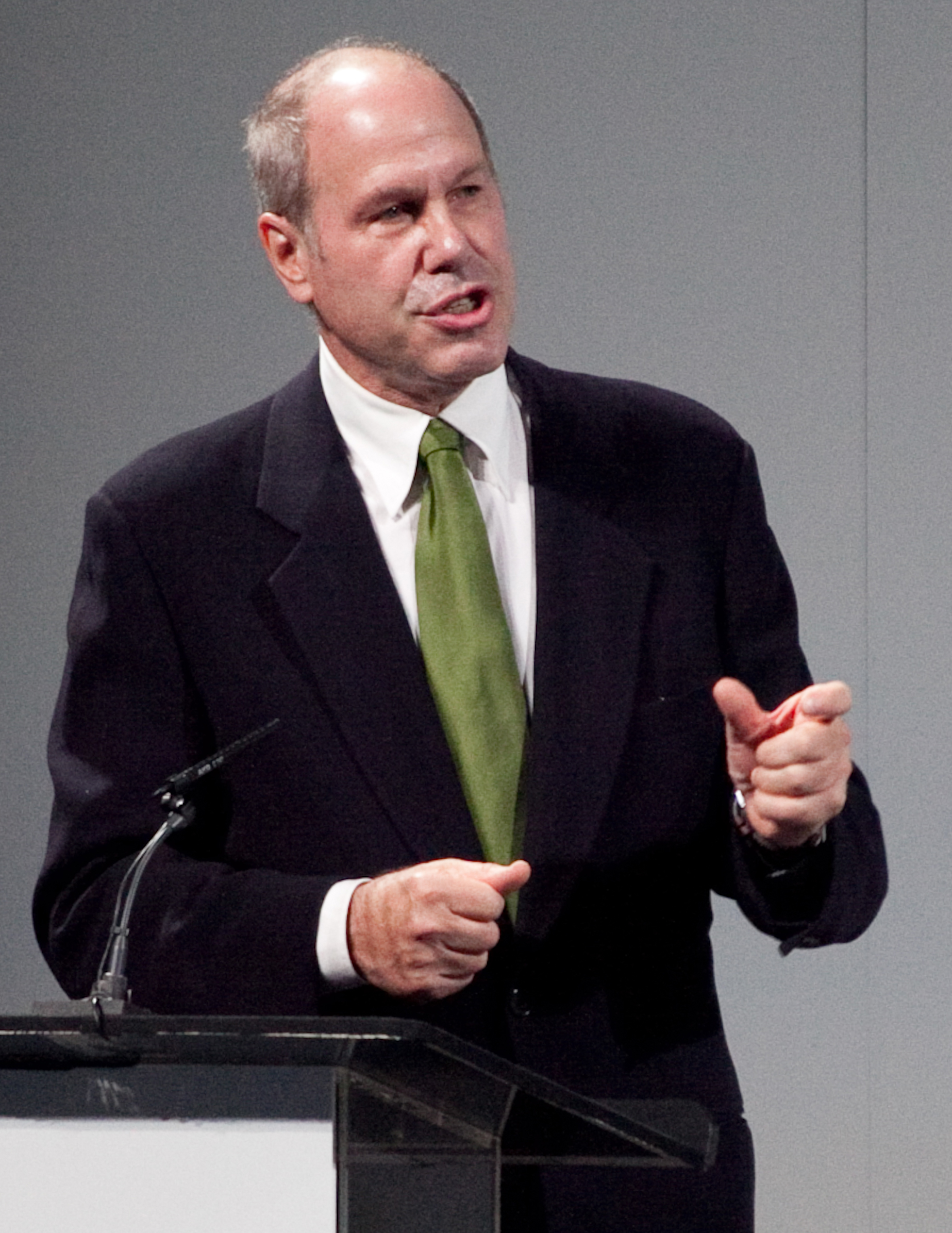
麥可·艾斯納 华特迪士尼公司的前董事长兼首席执行官, 億萬富豪
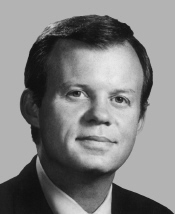
托尼·帕特里克·霍爾（英语：Tony P. Hall），俄亥俄州美国众议院代表、联合国美国大使、诺贝尔和平奖提名人
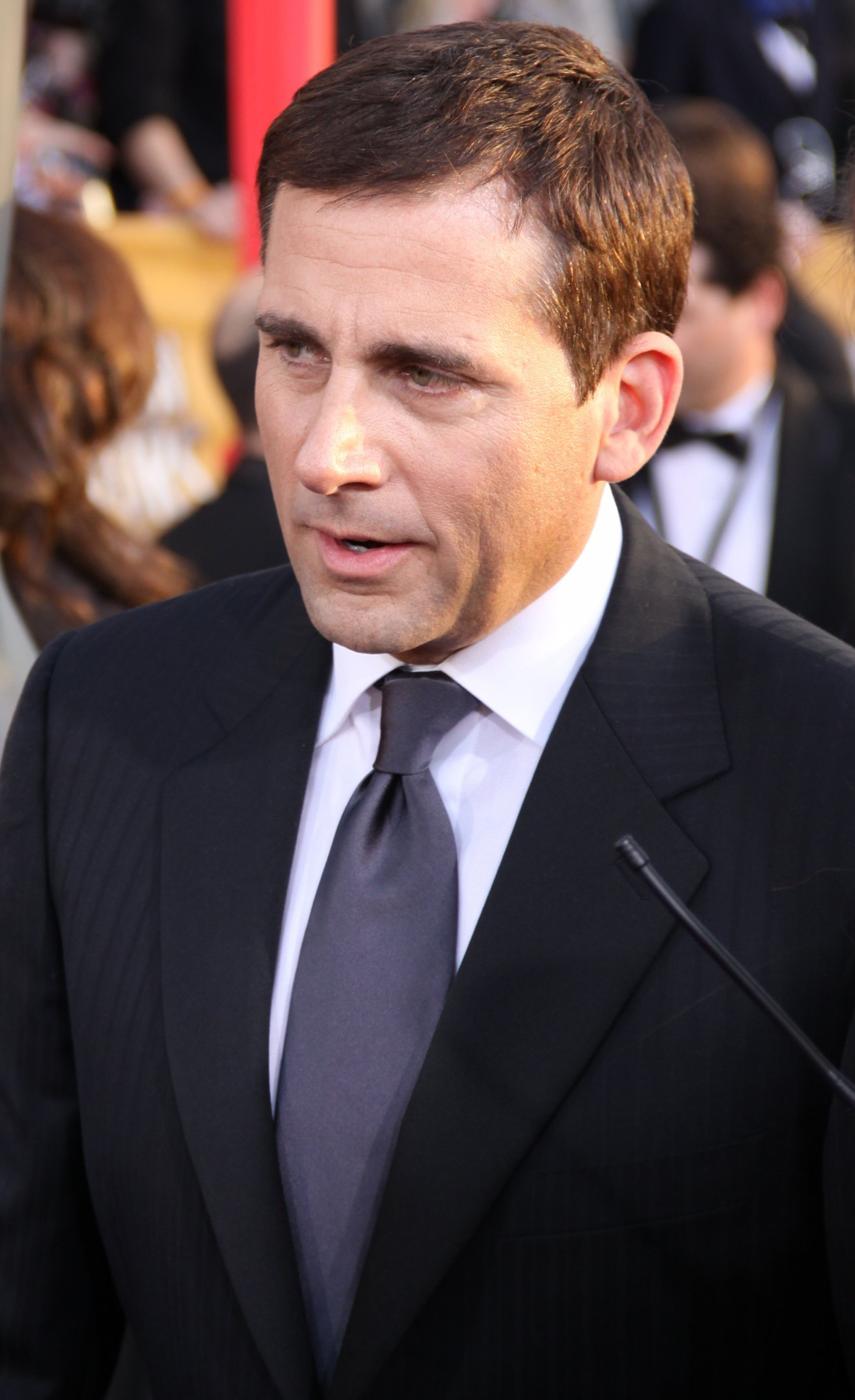
史蒂夫·加瑞尔，美国喜剧演员，金球獎最佳音樂及喜劇類電影男主角與奧斯卡提名，飾我們的辦公室中的主角麥可·史考特（Michael Scott）

學術界
- William G. Bowen - 普林斯顿大学前校长，安德鲁·W·梅隆基金会前主席
- 理查德布兰特 - 哲学教授，斯沃斯莫尔学院和密歇根大学
- Ernest DeWitt Burton - 圣经学者
- Steven R. Carter - 文学评论家和学者
- George Cressey - 地理学家、作家和学者
- Frederick German Detweiler - 社会学家
- George Amos Dorsey - 民族志学者
- Lottie Estelle Granger - 爱荷华州教师协会主席
- Stephen Holmes - 纽约大学Walter E. Meyer法学教授
- John S. Lowe - 能源法教授和专家
- Roger H. Martin - Randolph-Macon College 第 14 任校长
- Kirtley F. Mather - 地质学家；哈佛大学教授、系主任；公民自由主义者和作家
- Thomas Skidmore - 专门研究巴西历史的历史学家和学者
- Maria Tatar - John L. Loeb 日耳曼语言和文学教授；哈佛大学民俗与神话学位委员会主席
- 斯蒂芬塔特尔 - 音乐学家和弗吉尼亚大学音乐系前系主任

商界
- Samuel Armacost - 美國銀行前总裁、董事兼首席执行官
- Jonathan Silverstein - 福布斯最佳25位生科投資家(排名第2), OrbiMed 合伙人
- Ralph Schlosstein - Evercore董事会联合主席兼联合首席执行官，黑石集團联合创辦人
- Matthew J. Harrington - 爱德曼全球總裁兼首席运营官
- James T. Glerum Jr.- 花旗集团全球市场公司董事总经理和北美地区银行主席
- Eric Lindberg - Spence Diamonds执行主席和Austin E. Knowlton Foundation首席投资官
- Abigail E. Pringle - Wendy's全球总裁兼首席开发官
- Joe Banner - 克利夫兰布朗队总裁兼首席执行官
- Brad Blum - 汉堡王前首席执行官
- George Bodenheimer - ESPN执行主席 ESPN 和 ABC Sports 前总裁
- John Canning, Jr. - Madison Dearborn Partners主席
- 马克道尔顿 - 都铎投资公司首席执行官
- Edward Andrew Deeds - 工程师、发明家和实业家
- Michael Eisner - 华特迪士尼公司前董事长兼首席执行官
- William Esrey - Sprint前首席执行官
- John V. Faraci - 國際紙業董事长兼首席执行官
- Bill Giles - 美国职业棒球大联盟费城费城人队的主席和部分所有者
- Mark Haines - CNBC的 Squawk on the Street 的联合主播
- Terry Jones - Travelocity和Kayak的创辦人
- Rupert Hammond-Chambers - 美台商業協會會長
- Rebecca Lind - 美台商業協會助理
- Andrea Mutters - McHenry Advisers的首席信息官

娛樂界
- 史蒂夫·加瑞尔，美国喜剧演员，金球獎最佳音樂及喜劇類電影男主角與奧斯卡提名，飾我們的辦公室中的主角麥可·史考特（Michael Scott）
- Roe Conn - 无线电名人，WLS 890AM，芝加哥
- 约翰戴维森 - 舞台和电视演员；游戏节目主持人，包括好莱坞广场
- 珍妮佛·嘉納 - 银幕和电视女演员
- Jeffrey Hatcher - 剧作家和编剧
  - Hal Holbrook - 舞台、银幕和电视演员，以饰演马克吐温而闻名
- 约翰杰夫科特 - 编剧和电影导演，以外包而闻名
- 阿德米尔·克诺维奇 - 电影导演和制片人
- Nancy Lynn - 杂技飞行员，在 2006 年 Culpeper Airfest 坠机事故中丧生
- Ann Magnuson - 女演员、表演艺术家和夜总会表演者
- John Malm Jr. - Trent Reznor 和他的乐队 Nine Inch Nails 的前任经理
- Daniel Meyer - 指挥和音乐总监
- 亚历克斯·莫法特 - 演员和喜剧演员
- P-Star (Priscilla Diaz) - 说唱歌手、女演员、歌手、模特、导演、DJ
- Hollis Resnik - 歌手和演员
- 何塞·里维拉（José Rivera） - 第一位获得奥斯卡奖提名的波多黎各编剧
- 约翰舒克 - 银幕、舞台和电视演员
- Grant Stinchfield - 主持人“Stinchfield” NewsMaxTV
- 失落的拱廊导演库尔特文森特
- 安德鲁·莱维特，变装皇后尼娜·韦斯特

政界
- Richard B. Austin - 美国伊利诺伊州北区地方法院法官
- Ruth Sarles Benedict - 反战活动家、研究员和记者
- John T. Chain, Jr. - 退休的美国空军将军
- Robert Dold - 美国伊利诺伊州第10国会选区代表
- Edmund Burke Fairfield - 部长、教育家和政治家
- Carty Finkbeiner - 俄亥俄州托莱多市前市长
- Tony P. Hall - 美国驻联合国粮食和农业机构大使和美国俄亥俄州代表
- Andrew S. Hanen - 美国德克萨斯州南区地方法院法官
- 贾德森·哈蒙 - 第 45 任俄亥俄州州长
- Leonard D. Heaton - 美国陆军前外科医生
- Edgar Winters Hillyer - 美国内华达地区地方法院法官
- Douglas Holtz-Eakin - 前美國国会预算办公室主任和美国参议员約翰·馬侃2008年总统竞选的前首席经济政策顾问
- Randy Hopper - 前威斯康星州参议院议员
- Sue W. Kelly - 来自纽约的前美国国会议员
- Robert W. Levering - 前美国国会议员
- Richard Lugar - 美国印第安纳州参议员，羅德獎學金得主，1996年美國總統選舉共和黨初選候選人
- Kenneth E. Melson - 前ATF总监
- Jim Petro - 前俄亥俄州总检察长
- A. W. Sheldon - 亞利桑那州地方最高法院副法官
- 杰克汤普森 - 反电子游戏活动家
- Erastus B. Tyler - 美国内战中的联邦陆军将军
- H. Clay Van Voorhis - 前美国国会议员
- Ed Weber - 美国前国会议员

文學界
- James Frey - 编剧和作家；奥普拉读书俱乐部的特色一百万件小作品
- Michael Glaser - 马里兰州桂冠诗人
- Lauren Shakely - 诗人、编辑和出版商
- 帕姆·休斯顿 - 作家、演说家、教师

宗教界
- Edgar J. Goodspeed - 自由派神学家
- Randolph Hollerith - 華盛頓國家座堂院长
- 詹姆斯麦迪逊彭德尔顿 - 19 世纪浸信会传教士、教育家和神学家

科學界
- 荷马伯顿阿德金斯 - 有机化学家
- John Berton - 计算机图形动画师和视觉效果主管
- Richard B. Brandt - 哲学家
- 威廉欧内斯特城堡 - 美国早期遗传学家
- William E. Forsythe - 物理学家
- George Stibitz - 科学家，贝尔实验室计算机的早期先驱

運動界
- Dan Daub - 美国职业棒球大联盟球员，1892–1897
- 伍迪·海斯 - 俄亥俄州立大学足球教练，1951–1978
- 肯迈耶 - 美国国家橄榄球联盟旧金山49人队的前主教练
- 约翰尼奥康奈尔 - 职业跑车赛车手
- Bobby Rahal - 印第安納波利斯500冠军
- John Robic - 肯塔基大学男篮助理教练

## 體育
於2019年，丹尼森男子游泳跳水队连续兩年和九年来第五次获得全国冠军。

## 争议
在 2019 年一篇关于有争议的大学录取丑闻（Operation Varsity Blues）的文章中，丹尼森大學在文中與哈佛大學齊被點名。